# Ducado de Saboya
El Ducado de Saboya (en latín: ducatus Sabaudiae; en francés: duché de Savoie; en italiano: ducato di Savoia) fue una entidad territorial que existió desde 1416 hasta 1847 y fue posesión de la Casa de Saboya. Nació el 19 de febrero de 1416 a partir de la elevación por el emperador Segismundo al rango ducal del condado de Saboya —un estado gobernado por la casa de Saboya que formaba parte del Sacro Imperio Romano Germánico en la provincia de la Alta Renania, rodeado por los ducados de Milán y de Borgoña y por el Delfinado francés—, con Amadeo VIII como su primer duque. Su territorio incluía los actuales departamentos franceses de Saboya, Alta Saboya y los Alpes Marítimos (Condado de Niza), numerosas posesiones italianas en el Valle de Aosta, gran parte del Piamonte y el condado de Ginebra en Suiza, que luego se perdió ante la Antigua Confederación Suiza. En 1418, el duque de Saboya heredó la provincia italiana del Piamonte. En el campo legislativo, los Estatutos de Saboya de 1430 pusieron orden en la inextricable red de los usos y costumbres locales. Fue el apogeo de los Estados de Saboya (esto es, el conjunto de los estados gobernados por los condes y duques de Saboya desde la Edad Media hasta la formación del Reino de Italia). A horcajadas en los Alpes, Saboya quedaba dentro de dos esferas de influencia que competían entre sí, la francesa y la de Italia meridional. Entre las monarquías francesa, germánica, española o austríaca, los soberanos saboyanos por sus alianzas se harán imprescindibles en Europa: durante las interminables guerras entre Francia y España sobre el control del norte de Italia, Saboya será importante para Francia porque proporcionaba acceso a Italia e importante para España porque servía como estado colchón entre Francia y los territorios españoles en Italia.
El final del reinado de Amadeo VIII en 1440 abrió un período de decadencia que durará al menos hasta 1630. Esa decadencia se debió en gran parte a la imposibilidad del ducado de mantenerse al margen de los conflictos entre las principales potencias europeas. En 1475, durante la Guerra de Borgoña, el ducado, aliado de Carlos el Temerario, perdió varias de sus posesiones. Berna y Friburgo, con el apoyo de Lucerna, conquistaron el País de Vaud. El 16 de agosto de 1476, después de las derrotas del duque de Borgoña en Grandson y Morat, la Confederación restituyó la mayor parte del territorio al Ducado de Saboya (excepto el gobierno de Aigle) contra la suma de 50 000 florines. En noviembre, tras su derrota en la batalla de La Planta que lo enfrentó a los valaisanos y a sus aliados confederados, el ducado perdió el control del Bajo Valais y del Gran San Bernardo, el principal puerto de montaña hacia el Mediterráneo.
Incluso cuando la paz se estableció de forma duradera, Saboya siguió siendo un país pobre, con pocas ciudades y pequeñas, donde la mayoría de la población campesina vivía a menudo en condiciones precarias A partir del siglo XVI, la emigración dirigida hacia el sur de Alemania y hacia Lyon se convirtió en una tradición. La identidad del pueblo siguió siendo muy fuerte y se basaba en particular en la escala relativamente grande de los bienes comunales.
En 1536 el ducado fue ocupado por Francisco I de Francia, la primera de una de las cinco ocupaciones francesas —1536-1553, 1600-1601, 1630-1631, 1690-1696 y 1703-1713—, una época en la que mantuvo su «independencia formal» pero en el que se reorientó su política interna, concediéndole un parlamento en la ciudad de Chambéry. Los berneses y los friburgueses conquistaron nuevamente el Pays de Vaud y ocuparon el Chablais occidental (bailliages de Thonon, de Gex y de Ternier-Gaillard, restituidos por el tratado de Lausana) y el Chablais oriental fue ocupado por los valaisanos (desde Saint-Maurice a Évian) entre 1536 y 1569). Con el Tratado de Thonon, Emmanuel-Philibert y el Valais renovaron su alianza de defensa mutua, y los gobiernos de Evian y del valle de Aulps fueron devueltos a Saboya (mientras que el Valais mantuvo el antiguo Chablais, es decir, la margen izquierda del Ródano aguas abajo de Massongex, hasta Saint-Gingolph).
En 1559 la ocupación acabó y el parlamento se convirtió en el senado estatal. En 1561, Manuel Filiberto de Saboya (r. 1553-1580) promulgó el Edicto de Rivoli del 22 de septiembre de 1561 reemplazando el uso del latín en la redacción de actos públicos, por el francés en Saboya y en el Valle de Aosta, y por el italiano en el Piamonte y en el condado de Niza. En 1563 se produjo el traslado oficial de la capital a Turín —que era menos vulnerable a la interferencia francesa. — a expensas de Chambéry (traslado de facto desde 1536), de modo que el centro de gravedad del ducado se desplazó cada vez más hacia el lado italiano. La fusión entre Saboya y Piamonte nunca se producirá realmente, probablemente más por razones culturales que geográficas: La región de la Saboya propia pertenecía al área francesa mientras que el Piamonte era italiano.
Cuando una parte de Europa fue conquistada por la Reforma protestante, Saboya siguió siendo predominantemente católica, incluso cuando en el momento de su ocupación por los berneses, entre 1536 y 1569, el Chablais había virado por un momento hacia otro campo. La Contrarreforma estuvo simbolizada por Francisco de Sales, antiguo abogado y brillante intelectual convertido en obispo que se comprometió a reconquistar el Chablais.
En 1601, después de otro conflicto de trece años con Francia, Carlos Manuel I de Saboya se vio obligado a ceder muchas de sus posesiones al oeste de los Alpes: los territorios de Bresse, Bugey, Valromey y Pays de Gex a Enrique IV, a cambio del marquesado de Saluzzo ocupado por Saboya en 1588, según lo acordado en el tratado de Lyon que puso fin a la guerra franco-saboyana (1600-1601).
En 1630 se produjo una ocupación francesa más, que obligó a los duques de Saboya a ceder la fortaleza de Pinerolo mediante la firma del Tratado de Cherasco de 1631, aunque recibieron en compensación Trino y Alba. Rechazada una alianza con Francia, el ducado fue ocupado nuevamente entre 1690 y 1696 cuando se firmó el Tratado de Turín, así como entre 1703 y 1706, cuando las tropas francesas fueron derrotadas en el sitio de Turín. En 1708 recibió el Monferrato y partes del ducado de Milán (Alessandria, Valenza, la valsesia y las Langhe).
Al finalizar la Guerra de Sucesión Española, con la firma del Tratado de Utrecht en 1713, el Ducado recuperó sus posesiones originales y recibió el reino de Sicilia, por lo que en 1713 Víctor Amadeo II de Saboya fue nombrado rey de Sicilia, aunque el reino fue ocupado por España entre 1718 y 1720. En 1720, después de la guerra de la Cuádruple Alianza, el duque, debido a la presión internacional, cedió el reino de Sicilia al Imperio austríaco a cambio del reino de Cerdeña. Se creó a partir de aquel momento el nuevo Reino de Piamonte-Cerdeña, del que Turín siguió siendo capital. A partir de ese momento, los Estados de Saboya también se llamarán Reino de Cerdeña o «reino sardo». Víctor Amadeo II, que perteneció a la generación de los déspotas ilustrados, administró sus estados con solidez e implementó una serie de reformas, algunas de las cuales se adelantaron a su tiempo, como el mapa de Cerdeña, un catastro a escala 1:2400, destinado a mejorar la recaudación de impuestos. Su sucesor, Víctor Amadeo III de Cerdeña permitió a las comunidades de Saboya recomprar parte de los derechos señoriales, lo que generó cierto resentimiento de la nobleza.
El ducado de Saboya siguió existiendo formalmente, bajo la corona del rey de Cerdeña, hasta la «fusión perfecta» de 1847, con la integración de todos los estados en el nuevo reino de Cerdeña, que en 1861, se convertirá en el reino de Italia).

## Situación geográfica
El ducado de Saboya se extendía en una amplia zona entre las actuales Francia e Italia. La capital original, Chambéry, de donde era originaria la familia gobernante, se halla hoy en el actual departamento francés de Saboya. Asimismo, el ducado englobaba las tierras de la actual Alta Saboya en Francia y las zonas italianas del Valle de Aosta y del Piamonte, además de conseguir una salida al mar gracias a que había adquirido en 1388 el condado de Niza con la condición de que Saboya «no entregaran nunca Niza a los franceses». En el Piamonte los límites del ducado estaban menos marcados, por lo que se producían continuas guerras con los Visconti y los Anjou por el control de los marquesados de Montferrato y de Saluzzo.
En 1418 Amadeo VIII consiguió la soberanía total sobre las ciudades de Turín y Pinerolo, de manera que trasladó el centro de gravedad del propio ducado hacia la península itálica. En la misma línea, en 1562 la capital se estableció en la ciudad de Turín, tras la devolución de la ciudad por Francia, tres años después de la paz de Cateau-Cambrésis.

### Saboya en el

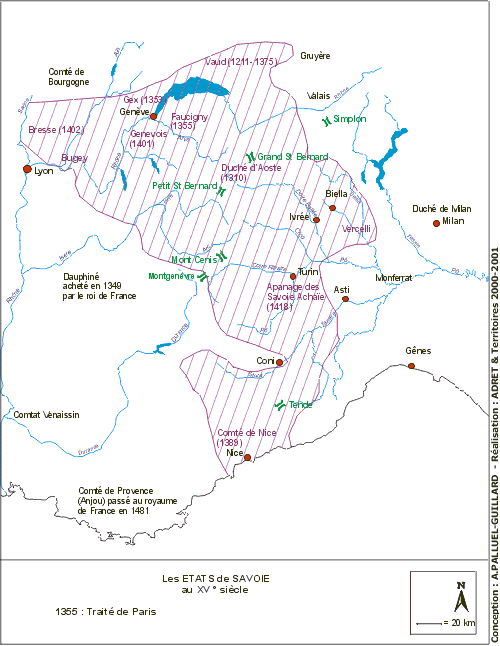
El ducado en el (fuente: Assemblée des Pays de Savoie)

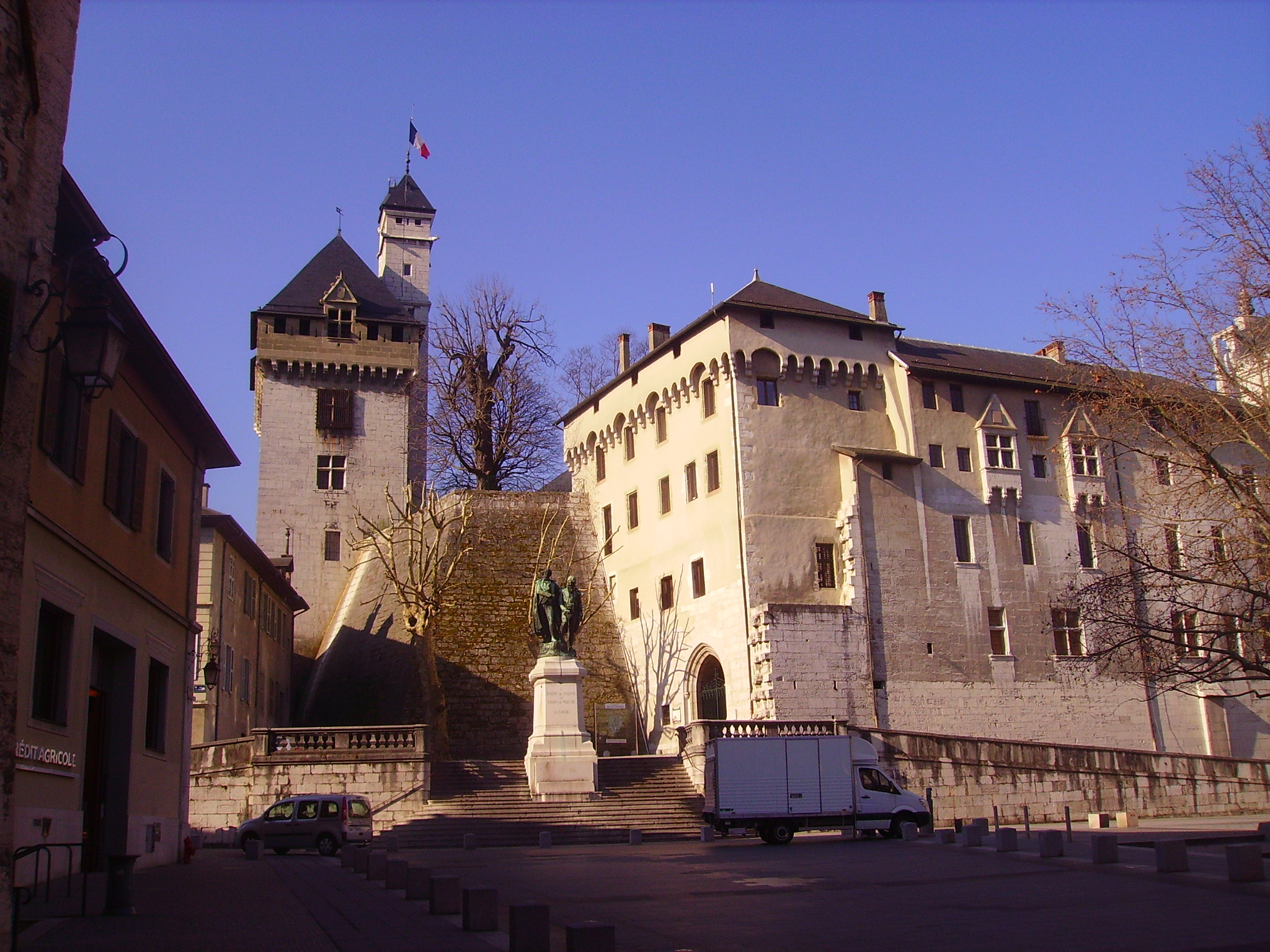
Castillo de Chambéry, residencia de los duques hasta el traslado de la capital en 1563 a Turín

## Historia

### Saboya en elsigloXV

#### Crecimiento del ducado

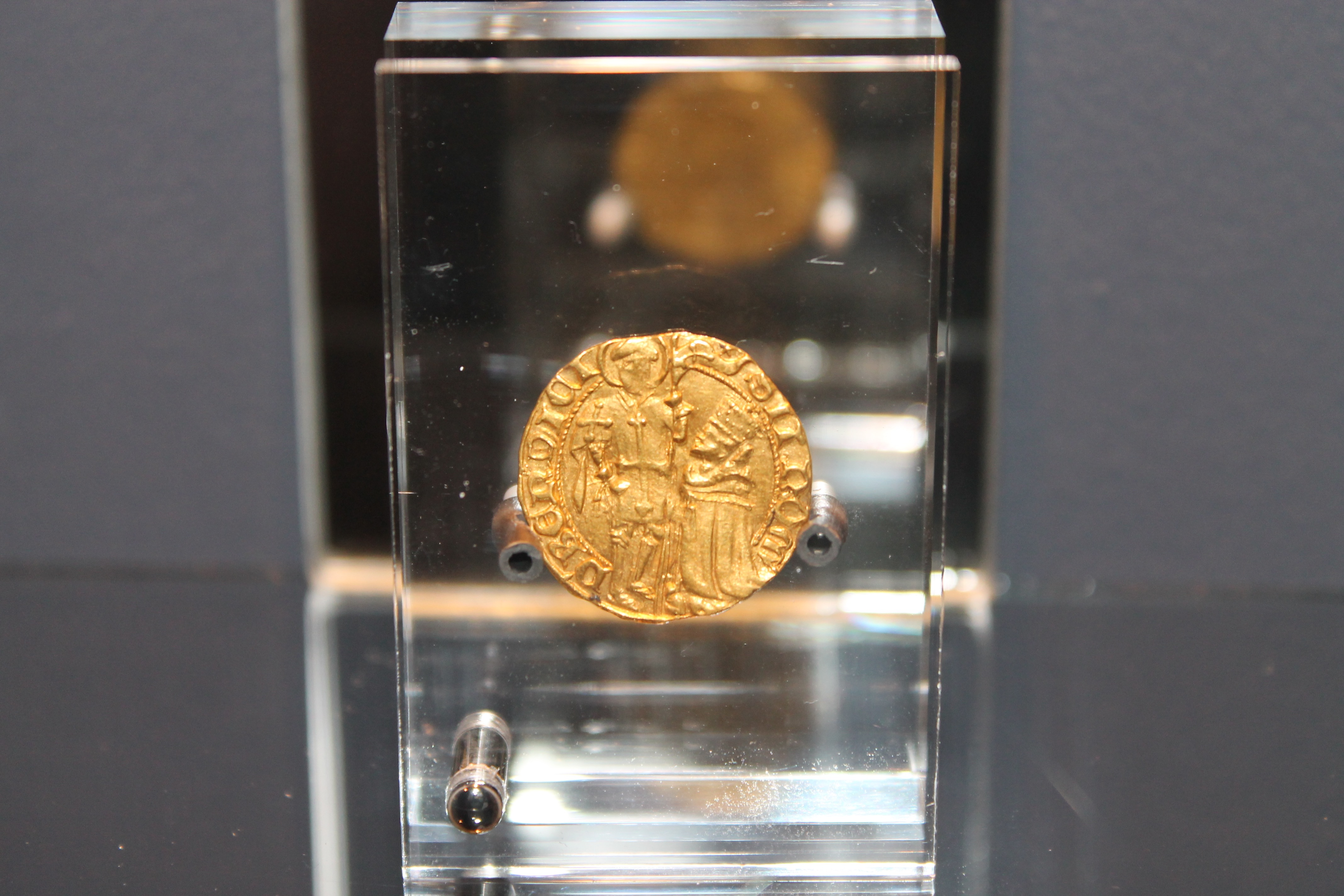
Ducado de oro (1430, Musée monétaire, Lausanne), emitido para celebrar la erección del condado en ducado. Amadeo, vestido con manto y birrete ducal, está arrodillado ante san Mauricio, patrón de Saboya.

La mayoría de los autores, como Robert Avezou, consideran el reinado de Amadeo VIII, de 1416 a 1451, como el apogeo del condado de Saboya. El 19 de febrero de 1416 el emperador Segismundo de Luxemburgo le otorgó el título ducal, asistiendo personalmente en Chambéry a la ceremonia, en recompensa por la nobleza de espíritu, la rectitud del corazón, la prudhommie del valeroso caballero Amadeo VIII. Ese título será hereditario y se transmitirá a sus descendientes varones por orden de primogenitura, hasta la posterior ascensión a los títulos de rey de Sicilia, luego de rey de Cerdeña, para finalmente obtener el de rey de Italia.
En ese momento el territorio del nuevo ducado se extendía a la Saboya, a la Moriana y al Valle de Aosta. En el Piamonte —entonces sujeto a varios señoríos, incluidos los marquesados de Montferrato y de Saluzzo, y dominado por los Saboya en la zona occidental—, incluía el Valle de Susa, el Canavese y ciudades como Pinerolo (capital de los Saboya-Acaya, una rama cadete vasalla de los duques), Savigliano, Fossano, Cuneo y Turín. La salida al mar, conquistada desde 1388, consistía en unos pocos kilómetros de costa alrededor de Niza, la capital del condado del mismo nombre.
En 1418, el dominio ducal aumentó con la unión definitiva del Piamonte, tras la muerte sin descendencia de Louis d'Achaïe, que eligió a su cuñado Amadeo VIII como su legítimo heredero. Particularmente relevante fue la creación, en agosto de 1424, del Principato di Piemonte, cuya gestión encomendó a su hijo mayor, como título honorífico: el duque cedió pues esas tierras —en gran parte constituidas por el antiguo dominio de Saboya-Acaya, anexionado al ducado en 1418—, a su hijo Amadeo, que murió prematuramente en 1431. El título y la sucesión se atribuyeron al segundo hijo Luis. En 1430, el Estado de Saboya incluía, además de la Savoie propre (región de Chambery), el Bugey, la Bresse, el Chablais, el Faucigny, el Genevois, Ginebra y el Pays de Vaud, la Maurienne y la Tarentaise, los valles de Aosta y de Susa, el Piamonte, el condado de Niza e incluso Ossola.
Hombre culto y refinado, el había dado un gran impulso al arte (contó en su entorno, entre otros, con el célebre Giacomo Jaquerio), a la literatura y a la arquitectura, favoreciendo la entrada del Piamonte en el arte italiano. La corte de Amadeo VIII era brillante, con unos trescientos dignatarios; y el castillo de Chambéry, su residencia, mostraba todo su esplendor, excepto quizás por su capilla aún no terminada. La Casa de Saboya controlaba los puertos y los pasos del Valais al Mediterráneo. Situados en una encrucijada entre las monarquías francesa, germánica, española o austríaca, los soberanos saboyanos mediante sus alianzas se hacían imprescindibles en Europa.
Amadeo VIII representó un punto de inflexión para la economía y la política del Piamonte, marcando profundamente la historia del estado. Su largo reinado estuvo marcado por las guerras (amplió la geografía del Ducado al derrotar a los señores de Montferrato y Saluzzo), las reformas y los edictos y por dos episodios controvertidos. El primero fue su retirada, que él mismo eligió espontáneamente: tras convocar el 7 de noviembre de 1434, en Ripaille una asamblea, anunció que renunciaba a la soberanía de sus Estados en beneficio de su hijo Luis, para retirarse a una ermita en Ripaille con seis compañeros. Ese mismo día recibió, de manos del prior, el hábito y la capucha de ermitaño. Ahí fundó la orden de San Mauricio. Sin embargo, Amadeo VIII continuó gobernando y asesorando a su hijo en el gobierno del país hasta 1440 —abdicó oficialmente el 6 de enero de 1440—.
El segundo fue la aceptación de su elección como papa 5 de noviembre de 1439, bajo el nombre de Félix V. Pero el anterio papa, Eugenio IV, continuó ejerciendo su pontificado hasta su muerte el 22 de febrero de 1447, cuando será sustituido por el papa Nicolás V, elegido en Florencia por la Curia romana. Los principales soberanos príncipes católicos cuestionaban la legitimidad de Félix V a quien consideraban un antipapa. Tras diez años de pontificado, para restaurar la unidad religiosa de los cristianos tomó la decisión de abdicar por una bula de 7 de abril de 1449 y se retiró a su ermita en Ripaille. El nuevo papa Nicolás V aprobó la actitud de su antiguo rival y lo nombró administrador de las diócesis de Ginebra y de Lausana. El duque Amadeo VIII murió en Ginebra el 7 de enero de 1451.

#### Las reformas:Statuta Sabaudiae
Una vez elevado al título ducal, Amadeo VIII pidió a los juristas que refundieran y unificaran las muchas leyes vigentes en los distintos territorios que comprendía el nuevo ducado. Esa constitución será conocida como Statuta Sabaudiae («Estatutos de Saboya») o Reformas Universales de Saboya. Como principale instituciones de gobierno estaban:
- El Canciller de Saboya, que era el segundo personaje del Estado, después del soberano. Presidía de derecho el Conseil itinérant, una especie de Senado que se ocupaba de los asuntos diplomáticos, financieros y judiciales. Sus miembros eran designados de por vida por el duque de entre la nobleza y los altos funcionarios.
- Las Assemblées des trois États (Asambleas de los tres Estados), destinadas a establecer un vínculo entre el duque y el pueblo. Eran en cierto modo unos Estados Generales que se reunían en lugares variables y que votaban la cuantía del impuesto que tenía entonces un carácter extraordinario.
- Un Conseil Résident con sede en Chambéry, que representaba la cúspide de la estructura judicial. En las provincias, la justicia la ejercían los Juges Mages (Jueces Magos), mientras que a nivel local era competencia de los jueces ordinarios y châtelains. Esta justicia de Estado coexistirá hasta mediados del siglo XVIII con una justicia señorial.[16]

Si los Statuta  codificaron las diversas instituciones, al tiempo que afirmaban que toda justicia procedía de Dios, dejaron totalmenta de lado lo que ahora se llama derecho civil. Las diversas obligaciones se dejaban al arbitrio de los interesados, y su formalización era competencia de los notarios, que eran omnipresentes en el ducado. Sólo en la localidad de Rumilly se ha podido hacer un recuento de una cuarentena.
Amadeo VIII hizo aún más por la causa de la civilización: suprimió el Juicio de Dios, en memoria de Othon III de Grandson, injustamente acusado, quien, el 7 de agosto de 1397, en presencia de Amadeo VIII todavía un niño, había pagado con su vida un crimen que no había cometido.

#### Los servicios públicos en elsigloXV
En el siglo XV, lo que ahora se llaman «servicios públicos», entre los que se encuentran ante todo la educación y la asistencia pública, no eran competencia de los poderes de los príncipes y señores. Aunque a veces contribuían a ello, «se estaría tentado a darles las características de una generosidad privada a expensas de los príncipes en esos dominios, si no se supiera cuán indecisos eran los límites entre su propia riqueza y los beneficios de su gobierno». La Iglesia, en cambio, consideraba que la enseñanza era parte de su misión. En Saboya, en particular antes del siglo XV, los eclesiásticos y los laicos instruidos procedían de las escuelas de los obispados y de los monasterios. A nivel de las aldeas, algunos sacerdotes celosos también daban lecciones. Junto a las instituciones eclesiales, ciudades como Chambéry o Montmélian también pagaban a «maestros de escuela». Además, a partir del siglo XV se desarrolló el mecenazgo privado: una costumbre que perdurará hasta el siglo XVIII que incitaba a los más ricos a legar una parte de sus bienes para que un maestro instruyera a los jóvenes. Así aparecieron pequeños colegios, financiados por las ciudades y particulares, que pudieron producir los grandes batallones de notarios que consumía el ducado de Saboya, pero también personalidades más destacadas como Guillaume Fichet que llegará a ser rector de la Universidad de París y que procedía del colegio de La Roche. Pero, en general, la élite intelectual, es decir, los juges mages (jueces magos) y los miembros de los Conseils y de la Chambre des comptes (Cámara de las cuentas), debían completar su formación en una gran universidad europea como París, Pavía o Aviñón. El pueblo seguía siendo mayoritariamente analfabeto, como lo era en general en Europa. También había un gran número de hospitales diseminados por la antigua Saboya.
Cualquiera que sea la admiración que se pueda tener por los restos arqueológicos de la época y por la relativa prosperidad de los Estados de Saboya en el campo cultural, era una sociedad, a principios del Renacimiento, provinciana, es decir tributaria e imitadora de lo que se hacía en Francia o Italia.

### La decadencia del Estado de Saboya (1440-1553)

#### El reinado del duque Luis I de Saboya (r. 1440-1465)
El duque Luis de Saboya (r. 1440-1465), príncipe de Piamonte, sucedió a su padre, el duque Amadeo VIII cuando este último abdicó el 6 de enero de 1440 La dinastía, que había contado en épocas recientes con figuras destacadas como Amadeo VI, Amadeo VII o, incluso el mismo Amadeo VIII, entró en un lento periodo de estancamiento en la segunda mitad del siglo XV. La presión de las potencias vecinas, en particular del reino de Francia, impedirá el desarrollo que caracterizará al resto de la Italia renacentista. A partir del reinado de Luis, descrito como «sotoposto al re de Franza como fa la quaglia al sparavero» (sometido al rey de Francia como la codorniz al gavilán) como reflejaba una carta de un embajador sforzesco fechada el 14 de marzo de 1458, la ansiada potencia auspiciada por su padre Amadeo VIII fue a menos
Con Luis I el gobierno del ducado va a estar sujeto a los «caprichos» de Ana de Lusignan (1418-1462), su esposa. Hija del rey Jano de Chipre, se rodeó en la corte de Chambéry, y luego en el castillo de Ripaille (Thonon), de cortesanos chipriotas cuya influencia en las decisiones de poder es considerada, por la historiografía, como el origen de cierta decadencia del Estado. Las intrigas y la corrupción de la corte causaron la desafección del pueblo saboyano, de los propios señores y hasta del tercer hijo del duque Luis I, Felipe Sin Tierra —que llegará más adelante a ser duque— que se vio involucrado en el asesinato del canciller, Jacques de Valpergue (de Valperga), ahogado en un saco en el lago Lemán.
La participación de Luis I en la guerra de sucesión de los milaneses en 1447, que cayó en manos de su aliado, Francesco Sforza, y en la expedición a Chipre, agotaron las finanzas del Estado.
En 1452, Luis y su esposa adquirieron la Sábana Santa que fue cuidadosamente depositada en la iglesia de los Cordeliers en Chambéry. Posteriormente fue trasladada a la Sainte Chapelle de Chambéry en 1502. En 1578, el duque Manuel Filiberto instaló definitivamente la Sábana Santa en Turín.
Durante los veintiséis años de su reinado, Luis I cedió los derechos de su casa sobre el Diois y el Valentinois; y también vendió el principado de los Dombes al Juan II, duque de Borbón, la baronía de Gex a Juan, conde de Dunois y devolvió Domodossola al duque de Milán.
No obstante estas consideraciones, queda por señalar un elemento característico del reinado de Luis I, su política de alianzas matrimoniales, con las que obtuvo la protección del reino de Francia. Aunque su poderoso vecino será a veces engorroso, e incluso entrometido, para las generaciones futuras. Casó primero, en 1451, a su hija, Carlota de Saboya con el delfín de Francia, el futuro rey Luis XI. Ella será la madre del rey de Francia, Carlos VIII. Y arreglará el matrimonio de su hijo y sucesor, Amadeo, en 1452, con Yolanda de Francia, la hija del rey de Francia, Carlos VII, y hermana de Luis XI. El duque Luis fue, pues, abuelo materno del rey francés Carlos VIII y bisabuelo materno de Francisco I, hijo de su nieta Luisa de Saboya.

#### El reinado del duque Amadeo IX de Saboya (r. 1465-1472)
Amadeo IX de Saboya (r. 1465-1472), sucedió a su padre, el débil Luis de Saboya, que murió el 29 de enero de 1465 en Lyon.
Amadeo IX fue un duque extremadamente religioso (fue proclamado beato) que sufría de epilepsia. Confió el gobierno a su esposa, Yolanda de Francia (también llamada Violante de Francia o de Valois), hermana de Luis XI. En esa situación, Francia fue libre de actuar en los acontecimientos de Saboya (parece que la decisión de casar a la hermana de Amadeo, Bona de Saboya, con Galeazzo Maria Sforza habría sido tomada por el propio Luis XI), vinculando el Piamonte a la corona de París: no es de extrañar que la nobleza, encabezada por Felipe II de Saboya, intentara pasar por encima del débil Amadeo para colocar en el trono al enérgico Felipe sin tierra, su cuñado, que intentó sustituir a su hermano Amadeo IX, que no cumplía con sus obligaciones. Pero, Yolanda, mujer de carácter, conservó el liderazgo político de los Estados de Saboya. Se contentó con ceder a su cuñado la prerrogativa del condado de la Bresse. Desde ese momento en adelante será referido como Felipe de Bresse.
Ante las amenazas de intrusión de Felipe de Bresse, decidió viajar a Vercelli con su corte, bajo la protección de su vecino y concuñado, Galeazzo, duque de Milán. Amadeo IX murió en Vercelli en 1472 a la edad de 35 años. Su vida es considerada ejemplar. San Francisco de Sales obtuvo del papa Pablo V, su beatificación en 1677. Tras dejar el ducado en malas condiciones económicas, no sólo por la guerra (con la paz de Ghemme de 1467), sino también por la mala administración de Yolanda y las continuas donaciones que el mismo Amadeo IX hacia a los necesitados de Vercelli, el futuro de la nación fue encomendada a un muchacho, Filiberto I de Saboya (r. 1472-1482), que murió con apenas diecisiete años, después de diez años de acceder al trono.

#### La regencia de Yolanda de Francia (r. 1472-1478)
El joven duque Filiberto I de Saboya, hijo de Amadeo IX, sucedió a su padre en 1472 a la edad de 7 años. Los barones se reunieron en Vercelli y nombraron a su madre, la duquesa, regente de los Estados de Saboya.
Felipe de Bresse, que codiciaba el poder, obtuvo la protección del rey de Francia Luis XI, frente a su adversario, el duque de Borgoña, Carlos el Temerario, que era aliado de los Saboya y por tanto de Yolanda. Yolanda, se vio así enfrentada a su propio hermano.
Carlos el Temerario acudió en socorro de los Saboya cuando los suizos se apoderaron del señorío de Grandson, en el país de Vaud, feudatario de los Saboya. Los saboyanos y borgoñones fueron derrotados en las batallas de Grandson (2 de marzo de 1476) y batalla de Morat (22 de junio de 1476), está última una dura derrota frente a los aliados suizos de Luis XI, la Confederación de los Ocho Cantones. Carlos, que desconfiaba de que Yolanda cambiará sus alianzas, la acusó de estar en liga con Luis y la encarceló en Gex, mientras que el joven duque Filiberto I, apoyado por un oficial de la corte de Saboya, será puesto bajo la protección de su tío Jean-Louis de Saboya, obispo de Ginebra.
En ausencia de la duquesa, el rey Luis XI asumió la regencia de los Estados de Saboya y envió a Felipe de Bresse a Turín como su lugarteniente general. En octubre de 1476, la duquesa Yolanda logró escapar de Borgoña. Se retiró a Chambéry, antes de ir a Piamonte donde murió en 1478.
Su hijo, el joven duque Filiberto I de Saboya murió el 22 de abril de 1482 en Lyon, a los 17 años, sin haber llegado realmente al poder. El rey de Francia Luis XI mantuvo su dominio por mediación del gobernador Luis de Seyssel, conde de La Chambre, (1445-1517), que administraba el país, junto con el conde Felipe de Bresse.

#### El reinado del duque Carlos I de Saboya (r. 1482-1490)
El duque Carlos I de Saboya (1468-1490), a quien la historiografía recuerda con el sobrenombre de el Guerrero, tercer hijo de Amadeo IX, sucedió a su hermano Filiberto I en 1482.
A los 14 años, poco después de su ascensión al trono, el duque Carlos I consiguió la destitución de su tío Felipe de Bresse, que pretendía seguir gobernando el país en su lugar. Felipe de Bresse fue nombrado gobernador del Dauphiné en 1485, durante el reinado del joven rey francés Carlos VIII, de 15 años, que acababa de suceder a su padre, Luis XI.
El ascenso de Carlos I al trono parecía prometer un renacimiento del país: frenó los abusos de la nobleza y reprimió las bandas de mercenarios que estaban devastando el campo. Pero el reinado se vio ensombrecido por el conflicto entre los Estados de Saboya y el marquesado de Saluzzo. Habiéndose negado el marqués de Saluzzo a rendir homenaje desde su feudo al duque de Saboya, éste inició la guerra en noviembre de 1486. Los saboyanos tomaron Pancalieri y pusieron sitio a Saluzzo, que se rindió después de tres meses de resistencia. El marquesado de Saluzzo pasó entonces a manos del duque de Saboya.
Sin embargo, a través del rey Carlos VIII, se llevaron a cabo conversaciones que conducirían a la paz entre los dos antagonistas. La muerte del duque Carlos I, acaecida en Pignerol el 14 de marzo de 1490 interrumpió las negociaciones. Corresponderá al sucesor del duque fallecido continuar con las transacciones.

#### La regencia de Blanca de Montferrato (r. 1490-1496)

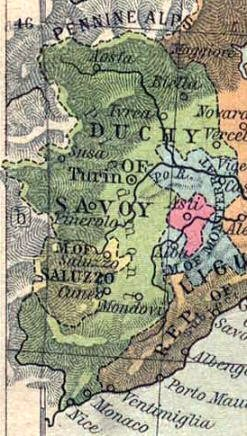
Mapa aproximado del Ducado de Saboya en 1494, en su parte italiana

El Ducado de Saboya y los demás Estados italianos en 1494

El joven duque Carlos Juan Amadeo de Saboya sucedió a su padre Carlos I de Saboya, que murió en 1490 en Pignerol. Ese niño de menos de un año fue criado por su madre, Blanca de Montferrato, duquesa de Saboya (1472-1515). El consejo ducal se pronunció a favor de la regencia de la duquesa viuda de Saboya, que entonces tenía solo 18 años, con gran disgusto del conde Felipe de Bresse que persistía en reclamar el poder y que, a pesar de su insistencia, no lo obtuvo.
La duquesa de Saboya deberá continuar las negociaciones que quedaron en suspenso a la muerte del duque Carlos I. Ella firmará el 24 de julio de 1490 un tratado por el que se comprometía a retirar las guarniciones de la zona de Saluzzo y a devolver al marqués los territorios conquistados por el difunto duque Carlos I.
Tras la muerte de Francisco de Saboya, gobernador del ducado de Saboya, acaecida el 3 de octubre de 1490, la duquesa de Saboya se acercó al conde de Bresse y lo nombró gobernador general de los Estados de Saboya. Así podría asumir el trono en una eventual sucesión de la dinastía de Saboya.
La duquesa de Saboya autorizó diplomáticamente en 1494 al rey Carlos VIII de Francia a cruzar el estado piamontés, al frente de un poderoso ejército, en lo que se conoce como descenso en Italia, la campaña militar (1494-1495) con la que ser apoderó, aunque brevemente, del reino de Napolés.
La considerada «rama condal» de los Saboya se extinguió en la persona del joven Carlos II, dejando espacio libre al ambicioso Felipe II (r. 1496-1497) que ya había buscado el poder en tiempos de su hermano Amadeo IX. Habiendo crecido, como su sucesor Filiberto II (r. 1497-1504), en la corte francesa, no pudo, sin embargo, detener el irresistible ascenso que Francia estaba ejerciendo sobre el Piamonte, generando el germen de la futura invasión de más allá de los Alpes.

#### El reinado del duque Felipe II de Saboya (r. 1496-1497)
El duque Felipe II de Saboya, anteriormente conocido como Felipe de Bresse, sucedió a su sobrino nieto, Carlos Juan Amadeo, quien murió a la edad de 7 años en Moncalieri, el 19 de abril de 1496. Había esperado mucho tiempo ese momento y sólo consiguió hacerlo cuando tenía 58 años y por un periodo inferior a dos años. Murió en el monasterio de Lémenc (Chambéry) el 7 de noviembre de 1497.
De su unión con Margarita de Borbón, el duque Felipe II fue padre de la princesa Luisa de Saboya (1476-1531). La princesa se casó con Carlos de Orleans, duque de Angulema. Fue la madre del rey Francisco I de Francia.

#### El reinado del duque Filiberto II de Saboya (r. 1497-1504)
El duque Filiberto II de Saboya sucedió a su padre, Felipe II, muerto en Chambéry, el 7 de noviembre de 1497.
Se casó en 1501, en segundas nupcias, con Margarita de Austria (1480-1530), hija del emperador Maximiliano I del Sacro Imperio, que será la madrina de Carlos V. Este prestigioso enlace determinará el futuro de las alianzas de la Casa de Saboya. Los cronistas tendrán más tarde la oportunidad de relatar las hazañas bélicas del duque Manuel Filiberto de Saboya, generalísimo de los ejércitos de su tío Carlos V y de su primo Felipe II de España. Y, entre los siglos XVII y XVIII, el príncipe Eugenio de Saboya, descendiente lejano del duque Manuel Filiberto, se convirtió en generalísimo de los ejércitos del Sacro Imperio y participó en las batallas que su primo, Víctor Amadeo II de Saboya, tuvo que sostener contra los ejércitos del rey Luis XIV.
Murió el duque Filiberto II de Saboya sin dejar descendencia, el 10 de septiembre de 1504. Fue enterrado en la magnífica iglesia del real monasterio de Brou construida por su esposa, Margarita de Austria. Esta última se convirtió más tarde en gobernadora de los Países Bajos y negoció con su cuñada, Luisa de Saboya, el 5 de agosto de 1529 el tratado o paz de Cambrai, llamado la Paz de las Damas.

#### El reinado de Carlos IIIel Bueno(r. 1504-1553) y la primera ocupación francesa (1536)
Carlos III de Saboya, sucedió a su medio hermano Filiberto II de Saboya, muerto el 10 de septiembre de 1504 en Pont d'Ain.
En 1514, cedió a su hermano Felipe de Saboya (1490-1533), futuro duque de Saboya-Nemours, en apanage el condado de Genevois y las baronías de Faucigny y de Beaufort. Su reinado estuvo marcado por hechos considerados desafortunados. El historiador Henri Ménabréa ve así la huella de una debilidad de carácter de este soberano al que, sin embargo, describe como muy dotado y muy honesto, mientras que el archivista Robert Avezou subraya más bien «los mecanismos intrínsecos de la historia regional». Con su política pro-española atrajo la atención negativa de la corte francesa: desde 1515 el Piamonte ya estaba ocupado por ejércitos extranjeros, mientras Francisco I de Francia sólo esperaba la oportunidad de anexionar definitivamente de ducado de Saboya a sus posesiones.

##### El fracaso del plan para fundar el obispado de Chambéry (1515)
Antes del reinado de Carlos III, aún no existía un obispado en la capital de Saboya. La ciudad de Chambéry estaba puesta bajo la jurisdicción del obispo de Grenoble y del arzobispo de Vienne. El rey de Francia siempre se había opuesto a la erección de un obispado en Chambéry.
A modo de compensación, el duque Amadeo IX de Saboya, alegando el culto ligado a la veneración de la Sábana Santa, sólo había obtenido la creación del capítulo de la Sainte-Chapelle del Château de Chambéry por bula de 21 de abril de 1467 del papa Pablo II. Sujeto directamente a la jurisdicción de la Santa Sede, el decano que tenía rango de obispo estaba autorizado a llevar la mitra, el anillo y el bastón pastoral en presencia del duque y de la duquesa, en los días de fiestas votivas.
En 1515, el duque Carlos III, en la línea de sus predecesores, intentará en vano obtener la erección de un obispado en Chambéry, habiendo incluso hecho ya su elección para ocupar el puesto, el saboyano Urbain de Miolans. El obispo de Grenoble, apoyado por el arzobispo de Vienne y por el rey Francisco I de Francia, se opuso. La bula de 21 de mayo de 1515 del papa León X fue anulada. Hasta 1779, finalmente, no se creó el obispado de Chambéry, por una bula del papa Pío VI fechada el 18 de agosto de 1779.

##### Las relaciones conflictivas y la secesión de Ginebra (1526)
Otra decepción a la que se enfrentó Carlos III fue la secesión de Ginebra. Históricamente, la soberanía de la ciudad de Ginebra era compartida entre el obispo, la Casa de Saboya y los Consejos representados por la burguesía de la ciudad. Esa trilogía está en el origen de la división surgida entre, por un lado, los burgueses que buscaban su independencia y, por otro lado, el obispo aliado del duque Carlos III. Al mismo tiempo que los burgueses de Ginebra se asociaban secretamente con los cantones suizos, Lutero redactaba las famosas propuestas que conducirían al protestantismo, del que Ginebra se convertiría en la capital.
Después de numerosas escaramuzas, el 10 de septiembre de 1525, el duque entró en Ginebra con diez mil hombres y celebró en el claustro de Saint-Pierre la asamblea conocida como Conseil des hallebardiers (Consejo de los alabarderos) para intentar reducir las fuerzas rebeldes. En vano, porque el 12 de marzo de 1526, los ciudadanos de Ginebra ratificaron un tratado de alianza conocido como de comburgesía con Friburgo (Suiza) y Berna. El obispo Pierre de La Baume dejó Ginebra en julio de 1527. Carlos III abandonó el Vidomnat y el château de l'Isle donde residían su lugarteniente y su castellano que eran los jueces de primera instancia en materia civil.
Durante cinco años, los burgueses de Ginebra y los saboyanos se enfrascaron en combates indecisos. Luego, 19 de octubre de 1530 el consejo de Ginebra obtuvo el tratado de independencia de Saint-Julien. Ginebra decretó el 27 de agosto de 1535 la abolición del culto católico y ordenó que la religión reformada fuese en adelante la única observada en la ciudad. El antiguo capítulo de Ginebra se instaló definitivamente en Annecy.

##### Invasión y ocupación francesa, bernesa y del Valais (1536)
Tras la secesión de Ginebra, Saboya se verá envuelta en el torbellino del conflicto que se despertó entre los reyes de Francia y la Casa de Austria. La esposa de Carlos III, Beatriz de Portugal, cuñada de Carlos V, no ocultaba sus simpatías por esta última. Saboya, que sin embargo había sido aliada de Francisco I en 1525 durante la batalla de Pavía, ahora se presumía que se había pasado más o menos al campo enemigo. El rey de Francia que estaba decidido a hacer un descenso en Italia quería asegurarse de antemano el control de Saboya y del Piamonte.
Aprovechando las dificultades del duque con Ginebra, Francisco I reclamó la herencia de su madre Luisa de Saboya (medio hermana del duque Carlos II) sobre el Bresse y Faucigny. En 1536, cruzó la frontera y los franceses ocuparon Chambéry. Las tropas francesas entraron en Saboya junto con los berneses y los valaisanos. Las tropas de Carlos III apenas opusieron más que una débil resistencia a los invasores. Carlos II trató de defender lo mejor que pudo la ciudad de Turín, que, sin embargo, se perdió el 3 de abril del mismo año. En Turín se instaló un gobernador francés, lo que obligó a Carlos II a refugiarse en Niza, que se convirtió en su principal baluarte. Sólo la ciudadela de Niza permaneció inviolada. El duque también se alojó en Vercelli, en el Piamonte, tratando de continuar la lucha, pero nunca vio su estado libre de ocupantes. El país no sólo quedó ocupado, sino también desmembrado. Los berneses se apoderaronn del país de Vaud y se instalaron en Thonon, en el país de Gex y en una parte de Ginebra. Los valaisanos ocuparon Evian, el Val d'Abondance, el país de Gavot y el valle de Aulps y favorecieron a los religiosos católicos allí.Saboya, ocupada por los franceses, se unió al Dauphiné[cita requerida]
Negoció su neutralidad con los franceses y la Paz de Niza, que se vio oblicado a firmar en 1538, le privó de la mayor parte de los estados de Saboya durante 10 años: todo lo que le quedó a Carlos III fue Vercelli, algunos lugares en el este de Piamonte, el Valle de Aosta y Niza. La política de ocupación francesa en Saboya respetó las costumbres locales y encontró poca resistencia. Saboya estuvo a punto de convertirse definitivamente en francesa, pero en 1559 el Tratado de Cateau-Cambrésis permitió al duque Manuel Filiberto de Saboya (r. 1553-1580) recuperar las provincias ocupadas por Francia desde 1536.
Con todo, a pesar de algunas reacciones locales, rápidamente mitigadas, la ocupación francesa influyó profundamente en toda una generación de saboyanos durante veintitrés años, desde 1536 hasta 1559. Los historiadores coinciden en reconocer que fue beneficiosa para Saboya, que había perdido a su desafortunado duque, que se había refugiado en Niza, luego en Vercelli. Sin dejar de respetar las costumbres locales, los franceses llevaron reformas y mejoras en la gestión del país. A partir de 1536, Francisco I había reorganizado la justicia creando el Parlamento de Chambéry, la restauración de la Cámara de Cuentas, el mantenimiento del Présidial de Annecy, la institución de los baillis de Saboya, Maurienne, Tarentaise, Bresse y Bugey. Los titulares de estos cargos eran en su mayoría saboyanos y su experiencia permitió al duque Emmanuel-Philibert reorganizar su país a partir de 1559.
Añádase que la Ordenanza de Villers-Cotterêts de 1539 permitió a Saboya redactar los actos jurídicos en francés, distinguir entre ellos las jurisdicciones civil, criminal y eclesiástica, reorganizar el notariado y crear los registros parroquiales, antecesores de los actuales registros de estado civil. El francés se convertirá en el idioma administrativo con Emmanuel-Philibert tras un edicto del 11 o 15 de febrero de 1560, sustituyéndolo por el latín en las actas de los tribunales.
En 1543, los franco-turcos sitiaron Niza por tierra y mar. El 7 de septiembre, un ejército de socorro, dirigido por Carlos II y el marqués Del Vasto, instó a los sitiadores a levantar el sitio. Las tropas ducales recuperaron gradualmente el control del condado de Niza. Una fuerte represión cayó sobre el pueblo de Niza que había elegido el campo francés. La principal consecuencia de este asedio fue despertar en los duques de Saboya, en particular en el sucesor de Carlos II, su hijo Manuel Filiberto de Saboya (1528-1580), una fuerte voluntad de reforzar las defensas de Niza.
Finalmente, al ocupar Saboya, los franceses no tenían vocación de anexionarse el país, como lo demuestra la actitud del rey Enrique II de Francia que se negó en 1550 a unir el Parlamento de Chambéry al de Grenoble.

#### La recuperación de la independencia

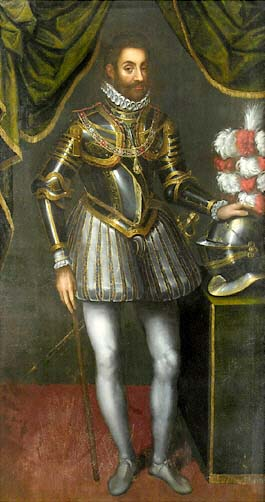
Imagen de Manuel Filiberto de Saboya.

Carlos II decidió enviar a su hijo Manuel Filiberto de Saboya (r. 1553-1580) a la corte de su cuñado, el emperador Carlos V, rey de España, de Nápoles y de Sicilia. Manuel Filiberto se reveló como un hombre de guerra de raro valor, no solo por su coraje, sino también en virtud de su notable ciencia táctica. Su confianza inquebrantable en sus resoluciones le valió el apodo de «Tête de Fer». A la muerte de su padre en 1553, heredó sólo el condado de Niza y unos pocos lugares en el noreste de Piamonte, cuya gran parte, incluyendo Turín, estaba ocupada por los franceses.
Su objetivo era trabajar con todas sus fuerzas para obtener la restitución de los dominios de los que ha sido despojada su Casa. Sirvió a su tío Carlos V en la guerra contra los confederados de Esmalcalda (1547) y en 1548 recibió el mando en jefe de las tropas imperiales en los Países Bajos españoles.
Ya bajo el reinado de su primo, el rey Felipe II de España, que en 1555 acababa de suceder a su padre cuando abdicó, Manuel Filiberto fue nombrado gobernador de los Países Bajos españoles. Obtuvo una contundente victoria en la batalla de San Quintin (1557), como comandante en jefe de las tropas imperiales, contra las tropas del rey Enrique II de Francia. En virtud de la paz de Cateau-Cambrésis (1559), Manuel Filiberto recuperó la completa autonomía del ducado de Saboya y del Piamonte —a excepción de algunas plazas fuertes ocupadas por guarniciones francesas que serán liberadas más tarde—, esto es Turín, Chieri, Pignerol, Chivasso y Villeneuve d'Asti.
Manuel Filiberto fue el duque que más que ningún otro influyó en la futura política de Saboya, logrando acabar con la miseria de un ducado que, durante más de veinte años, había estado siempre esclavizado a la corona de París, atravesado por las tropas franco-españolas y devastado por las continuas guerras. 

La ocupación francesa había sido para Saboya un brillante período de transición entre la Edad Media y los tiempos modernos. De 1560 a 1580, el duque Manuel Filiberto hará germinar semillas fértiles. La concentración de sus recursos, la unificación de sus provincias, y sobre todo la organización moral de sus Estados le valieron el título de segundo fundador de la dinastía
Histoire de Savoie, Victor de Saint-Genis

Al darse cuenta de que ya no era posible apuntar a Francia como tierra de conquista, trasladó el centro de gravedad del estado al Piamonte, y la capital pasó en 1563 Turín, que hizo más defendible promoviendo la construcción de un complejo sistema de fortificaciones, llamado Cittadella, que todavía hoy se puede observar, aunque en gran parte demolido por la expansión posterior de la ciudad. Con su experiencia militar había aprendido a dirigir un ejército: fue por tanto el primer duque de Saboya en crear un aparato militar estable formado no por mercenarios, sino por soldados piamonteses especialmente adiestrados.

### La Restauración de los Estados de Saboya (1553-1580)

#### El reinado del duque Manuel Filiberto de Saboya (r. 1553-1580)
El duque Manuel Filiberto (r. 1553-1580) sucedió a su padre, Carlos III, fallecido el 17 de agosto de 1553. Su reinado se caracterizó por tres episodios: la victoria de San Quintín (1557); el tratado de Cateau-Cambrésis (1559) y el traslado de la capital desde Chambéry a Turín (1562).

##### Victoria de San Quintín  (1557)
Cuando recibió la corona ducal en 1553, el joven Manuel Filiberto heredó sólo fragmentos de territorios libres de la ocupación francesa. Como jefe militar, apodado «Tête de Fer», ganó la batalla de San Quintín el 10 de agosto de 1557 contra las tropas francesas del rey Enrique II, como general en jefe de los ejércitos imperiales de su primo, el rey Felipe II de España, sucesor de Carlos V de España.

##### Tratado de Cateau-Cambresis (1559)
El Tratado de Cateau-Cambresis de 25 de abril de 1559 no sólo restauró los estados de Saboya, incluidos Bresse, Bugey y el Pays de Gex, sino que las alianzas matrimoniales también le dieron al duque una esposa que no fue otra que la hija de Francisco I, la princesa Margarita de Francia (1523-1574), hermana del rey Enrique II de Francia. La nueva duquesa de Saboya utilizará todo su talento diplomático para activar la evacuación de los bastiones de Saboya por parte de las tropas francesas. Por su parte, Manuel Filiberto se benefició de los sabios consejos de Michel de L'Hospital, anteriormente adscrito a la corte de Francia como canciller de la princesa.
El duque hizo construir un puerto en Villefranche-sur-Mer  (La Darse), haciendo fortificar el puerto con el fuerte de Montalbán y la ciudadela Saint-Elme Nació el primer arsenal y se botó una primera flota. De 4 galeras en 1560, se pasó a diez; sin embargo, el costo de tal armada permitía tener solo tres galeras operativas. La flota saboyana comandada por el almirante André Provana de Leyni participó en la batalla de Lepanto (1571), donde contribuyó a la victoria sobre los turcos.
Primero servido por la suerte, Manuel Filiberto fue asesorado por juristas experimentados, como Louis Milliet, vicepresidente, luego presidente del Senado de Saboya, o Manuel Filiberto de Pingon, antiguo presidente del Consejo de Ginebra, a quien nombró Consejero Referendario, historiógrafo y reformador de los estudios de la Universidad de Turín. El duque de Saboya puso todas sus cualidades de estadista, sagaz, autoritario y desbordante de actividad, al servicio de su país. Se organizaron censos, que permitieron recaudar un impuesto por capitación y así sanear las finanzas. La Iglesia siguió gozando de una posición privilegiada: los jesuitas se instalaron en Chambéry, que perdió su papel de capital en 1563, porque la invasión francesa tuvo el efecto de convencer a Manuel Filiberto de que era necesario establecer su capital al otro lado de los Alpes, en Turín. Como señala Jacques Lovie, a pesar de la restauración del Estado que pudo dar una impresión de riqueza, y el mantenimiento de la paz que preservaba el país del saqueo de los ejércitos en la campiña, Saboya siguió siendo una región pobre, donde los pueblos tenían a la mayoría de su gente miserable, lo que provocó un flujo constante de emigración, especialmente hacia Suiza y los países del Rin.
Manuel Filiberto firmó el 8 de agosto de 1562 con Francia el Tratado de Blois que le devolvió todo el Piamonte, excepto la fortaleza de Pinerolo.

##### Traslado de la capital de Chambéry a Turín (12 de diciembre de 1562)
El 12 de diciembre de 1562, el duque Manuel Filiberto hizo su majestuosa entrada en Turín, al frente de una tropa de seiscientos señores, hombres de armas a caballo y de portaestandartes saboyanos que llevaban de gueules à la croix d'argent. En la ciudadela, anunció a los habitantes que Turín sería en lo sucesivo su capital, en sustitución de Chambéry.
Los historiadores creen que Chambéry y el ducado declinarón entonces al ser una «posesión excéntrica cada vez más estrictamente controlada por funcionarios». Aunque los saboyanos se quejaban de los controles a menudo meticulosos de los funcionarios piamonteses, cabe señalar que el ducado de Saboya conservó una autonomía relativa. El duque Manuel Filiberto había promulgado de hecho el edicto de 11 de febrero de 1560 que instituyó en Chambéry el Soberano-Senado de Saboya. Sus presidentes sucesivos, todos originarios de Saboya, tenían la capacidad para gobernar el ducado en nombre de su soberano, con total independencia de las instituciones piamontesas. Y el 22 de septiembre de 1561, por el Edicto de Rivoli, el duque de Saboya había expresado claramente su preocupación por preservar el uso de la lengua francesa en el país de sus antepasados. Estableció la sustitución del latín en los documentos oficiales por el francés en el Ducado de Saboya, siendo la lengua italiana la que prevalecerá en los documentos piamonteses. El pueblo saboyano conservó así su especificidad expresándose en francés, y también en patois.
«Nunca ha habido en Saboya una separación entre los gobernantes, cualquiera que sea el grado de gobierno al que pertenezcan, y el pueblo. Nuestros duques y nuestros nobles no han desdeñado el patois, todos lo han hablado más o menos; pero también el francés, lengua de la gente de buena compañía, no aparecía a las poblaciones de las pequeñas ciudades y del campo como lengua distintiva de una casta particular, señorial y lejana», relata Arnold Van Gennep.
El Armorial et nobiliaire de Savoie del conde Amadeo de Foras detalla el destino de las familias nobles saboyanas, algunos de cuyos miembros se unieron a la corte del duque de Saboya en Turín, ya fuese como miembros de la administración o como oficiales del ejército.

##### El regreso del conjunto de las tierras del ducado
El Tratado de Lausana, firmado el 30 de octubre de 1564, permitió recuperar los bailiazgos de Thonon, de Gex y de Ternier-Gaillard, que habían estado ocupados desde 1536 por los berneses. A cambio, Manuel Filiberto accedió a ceder su soberanía sobre Ginebra y el país de Vaud, así como sobre los cuatro Mandements d'Aigle (Aigle, Ollon, Bex, Les Ormonts) conquistados en 1475 por los berneses.
Por el Tratado de Thonon, firmado el 4 de marzo de 1569, el duque de Saboya Manuel Filiberto resolvió la cuestión de los territorios conquistados por el Valais en 1536: Evian, el país de Gavot así como Saint-Jean d’Aulps, volvieron a Saboya, las Siete Decenas conservaron los territorios al este del río Morge (de St-Gingolph), es decir el Chablais valesano.

### Nuevo período turbulento (1580-1630)

#### El reinado de Carlos Manuel I (r. 1580-1630)
El duque Carlos Manuel I (r. 1580-1630), sucedió a su padre, Manuel Filiberto de Saboya, fallecido en Turín el 30 de agosto de 1580.
Carlos Manuel I llamado el Grande fue tan aventurero como sabio lo había sido su padre. Hombre polifacético y culto, poeta, hábil reformador, supo administrar el ducado en un momento de grave crisis con las potencias europeas, encontrando apoyo en la corte de los Habsburgo. Su política se basó en acciones bélicas de importancia internacional —como la posesión del marquesado de Saluzzo o las guerras por la sucesión de los ducados de Mantua y de Montferrato, donde había fallecido el último heredero, Vincenzo II Gonzaga—. Pensando aprovecharse del debilitamiento de Francia por las guerras de religión, conquistó el marquesado de Saluzzo, con la perspectiva de reconquistar luego Ginebra, el país de Vaud, el Dauphiné y la Provenza. Fue en ese momento cuando se iniciaron los trabajos para fortalecer las ciudadelas en las diferentes partes de Saboya (fortaleza de la Annonciade en Rumilly, fortaleza de Montmélian, ciudadelas del Avant-Pays savoyard) para defender mejor los puertos y pasos de los Alpes, alejados de Turín. Pero los objetivos aventureros de Carlos Manuel fueron en gran parte derrotas y Saboya se vio invadida por todo tipo de tropas extranjeras: bernesas, valesanas y protestantes francesas en el Chablais, francesas en el Grésivaudan, por no hablar de las tropas mercenarias, en principio al servicio de Carlos Manuel, pero que vivían, como los otros en el país.

##### La guerra franco-saboyana (1600) y el Tratado de Lyon (1601)
El 14 de agosto de 1600 Enrique IV declaró la guerra a Saboya. Bajo las órdenes del mariscal de Biron, el que llegará a ser condestable de Francia, el duque de Lesdiguières comandaba las tropas francesas que entraron en Saboya. Mientras que el primero se hizo dueño de Bourg-en-Bresse y de Pont-d'Ain, el segundo se apoderó de la ciudad de Montmélian, luego el duque de Sully se hizo con la ciudadela del pueblo. La ciudad de Chambéry fue sitiada, así como Conflans (Albertville), que fue desmantelada, los archivos fueron quemados, varios castillos e iglesias fueron saqueados.
Sully y Enrique IV se comprometieron personalmente en la guerra y obligaron a Carlos Manuel I a firmar el Tratado de Lyon el 17 de enero de 1601. El duque tuvo que pagar 300 000 libras por los gastos de la guerra y conservó el marquesado de Saluzzo. Enrique IV devolvió los lugares conquistados en Saboya, pero no el material ni las armas capturadas o incautadas. A cambio, el reino de Francia se anexionó definitivamente del Bresse, el Bugey, el condado de Gex, el Valromey y todo el curso del Ródano desde su salida de Ginebra.
El intercambio así acordado por el duque de Saboya para recuperar el marquesado de Saluzzo produjo una dolorosa impresión entre los saboyanos. Despojado de sus provincias, el ducado de Saboya cayó en la vulgar condición de simple dependencia del Piamonte. Se burlaron del duque «por haber cambiado a sus caballeros bresanos por la mitad de campesinos piamonteses». De hecho, la mayoría de las personas de la nobleza y los ricos propietarios de esas provincias abandonaron Chambéry para adoptar la nacionalidad francesa. Esa ciudad, que contaba con 1634 cabezas de familia, pasó a tener solo 460.

##### La Escalada de Ginebra (1602)
Al persistir en sus intenciones de reducir ese «nid de chenilles» (nido de orugas), el duque Carlos Manuel I lanzó temerariamente un asalto a Ginebra en la noche del 11 al 12 de diciembre de 1602, al frente de un ejército de 4000 soldados, compuesto en gran parte por mercenarios piamonteses y españoles. Sufrió un lamentable fracaso en ese intento de golpe de Estado, conocido como L'Escalade. Cada año, los ginebrinos celebran el aniversario de la aplastante derrota del duque Carlos Manuel I, que consideran fiesta nacional.
El Tratado de Saint-Julien ratificado el 21 de julio de 1603, bajo la presión de Francia, fue recibido con entusiasmo tanto por los ginebrinos como por los saboyanos, garantizando la independencia de la ciudad: se garantizó la libertad de comercio, la restitución de las tierras ocupadas, el reconocimiento del protestantismo, la prohibición de construir fortalezas en un radio de 4 leguas de Ginebra, la independencia política de Ginebra, el derecho a trabajar a ambos lados de la frontera y la libertad de circulación en todos los estados de Saboya tanto de personas como de mercancías.

##### Alianzas matrimoniales
Desde la firma del Tratado de Saint-Julien, Carlos Manuel I participó en conflictos locales en Italia y practicó una política de alianzas en equilibrio entre Francia y España. Fueron varias las alianzas matrimoniales: primero, casó en Turín, el 28 de febrero de 1608, a su hija Isabel con Alfonso de la familia Este, futuro duque de Módena y Reggio; en el mismo año, para reconciiarse con los con los Gonzaga, casó a otra de sus hijas, Margarita, con Francesco Gonzaga, futuro duque de Mantua y marqués de Montferrato (desde 1612).
El 25 de abril de 1610, firmó el Tratado de Bruzolo, junto con el duque de Lesdiguières en representación del rey Enrique IV en el castillo de Bruzolo, en el Valle de Susa. La alianza proyectada contra España comprometía al ducado a apoyar a los franceses contra España, mientras que los franceses apoyarían al ducado de Saboya en la ocupación del ducado de Milán. Todo sancionado por el matrimonio entre el hijo de Carlos Manuel I, Víctor Amadeo I, con Isabel, hija de Enrique IV. Pero el tratado estaba destinado a quedar en letra muerta, incluido el matrimonio acordado: menos de un mes después de su suscripción, el 14 de mayo de 1610, Enrique IV cayó bajo los golpes del puñal de François Ravaillac.
El rey Luis XIII sucedió a su padre a la edad de ocho años. Su madre, María de Médicis, asumió la regencia del reino de Francia. Maria, que no aprobaba la política de su difunto marido, practicará una política de alianza matrimonial con España y nombrará a Richelieu secretario de Estado de la Guerra y Asuntos Exteriores. Ya en 1611 el embajador francés, Claudio di Bullion notificó a Carlos Manuel la caducidad del tratado de Bruzolo.
Luego, el duque de Saboya estuvo involucrado en todos los conflictos en el Piamonte, en Italia y en Saboya. Fiel a su política de equilibrio, se aliará o se opondrá a los españoles, a los hugonotes o a los franceses. Sus fronteras estuvieron salvaguardadas, pero sus finanzas quedaron en gran medida agotadas.

##### Guerra de sucesión de Montferrato (1612-1615)
La repentina muerte el 22 de diciembre de 1612 del duque de Mantua, Francisco IV Gonzaga, yerno de Carlos Manuel, volvió a trastornar la situación: Francisco había tenido de Margarita de Saboya una hija, Maria, y un hijo, Ludovico, que murió poco antes que falleciera su padre. Francisco fue sucedido por su hermano Fernando I Gonzaga, quien, no obstante haber abrazado ya la carrera eclesiástica llegando al cardenalato, renunció a la púrpura cardenalicia por el ducado. Carlos Manuel no aceptó esa sucesión y, alegando que quería defender los derechos de su sobrina María y la aplicación de los acuerdos matrimoniales de su hija aún estipulados con Vincenzo Gonzaga, padre de Francisco y Fernando Gonzaga, entró en armas ocupando en abril de 1613 Trino, Moncalvo y Alba. Las otras potencias reaccionaron, (Luis XIII incluso envió un ejército en 1617, bajo el mando del duque de Lesdiguières, para ayudar al ducado para la reconquista exitosa de Alba, ocupada por los españoles) y la guerra se prolongó hasta 1618 sin que ocasionase ningún cambio, pero con dos resultados: uno de imagen, que destacaba la figura de Carlos Manuel I como único príncipe italiano capaz de oponerse a las grandes potencias europeas, y el otro práctico, el fuerte retroceso económico del ducado a causa de los gastos de la guerra y su nula ganancia territorial.

El 21 de julio de 1615, el duque Carlos Manuel I había ratificado el Tratado de Asti. Ese tratado suspendió temporalmente la campaña militar emprendida por el duque que pretendía en vano la sucesión del principado de Montferrato. De acuerdo con Francia, se encomendó a España el arbitraje del conflicto.
Y el golpe de Estado 24 de abril de 1617 permitió al joven Luis XIII tomar el poder directamente, asistido por el cardenal Richelieu. Y las relaciones franco-españolas no quedaron tan idílicas: Luis XIII no era tan proespañol como su madre.

##### Guerra de la Valtelina. Guerra de sucesión de Mantua. La invasión de los ejércitos de Luis XIII. Saboya asolada por la peste (1630)
Saboya siguió siendo aliada de Francia. En 1622 Richelieu había creado una liga antiespañola con la república de Venecia y el ducado de Saboya. Con su ascenso en el Gobierno francés, la política francesa dio un giro que se sintió en el norte de Italia.
Víctor Amadeo I de Saboya ocupó la república de Génova —tradicional aliada de España— en 1625 al frente de un ejército francés y cercó la capital. El Gobierno genovés sabía que la invasión contaba con la colaboración holandesa porque el Gobierno de los Países Bajos deseaba con ello debilitar a este centro financiero del rey de España. La flota española al mando del general Álvaro de Bazán, II marqués de Santa Cruz, acudió en auxilio de la ciudad y rompió el cerco al que estaba sometida. Seguidamente las fuerzas genovesas y españolas emprendieron una contraofensiva contra los invasores franceses y saboyanos. Estos hubieron de evacuar Liguria. Las tropas españolas invadieron luego el Piamonte y aseguraron el denominado «Camino Español». La invasión de Génova y la Valtelina planeada por Richelieu acabó en derrota francesa.
En 1627 Francia había decidido el conflicto de Montferrato a favor del duque de Nevers, frente a los intereses del duque de Saboya. Aliado con las ligas grisonas protestantes, las fuerzas del rey Luis XIII ocuparon el valle de Valtellina. Invadieron el Pas de Suse en el mes de abril de 1629. La peste asoló los estados de Saboya y se cobró numerosas víctimas. Contribuyó significativamente a la miseria ya extendida: el evento es el mismo que relata Manzoni en los Promessi Sposi, y también el escenario en Turín y en los municipios afectados deben haber sido muy similares; Baste decir que solo en la capital de Saboya murieron 3000 personas, una cifra altísima si se tiene en cuenta que apenas once mil individuos permanecieron en la ciudad, tras los primeros síntomas de la infección.
El duque, después de haber negociado durante mucho tiempo con los emisarios de Richelieu el mantenimiento del tratado de Susa —firmado el 11 de marzo de 1629, tras la toma de la ciudad, entre Luis XIII y Carlos Manuel I que permitía el paso de un ejército para el asedio de Casale Monferrato durante la Guerra de Sucesión de Mantua (1628-1631); Saboya recibiría a cambio las localidades de Trino y Alba, que establecía una tregua entre los beligerantes, decidió romper su alianza con Francia y se puso del lado de España. La reacción de Luis XIII fue inmediata: al frente de una gran fuerza dirigida por tres de sus mejores estrategas, invadió Saboya y regresó triunfalmente a Chambéry el 17 de mayo de 1630.
El duque Carlos Manuel I, envejecido y probablemente azotado por la peste, murió en medio de una campaña militar, el 26 de julio de 1630 en Savillan, dejando a su hijo, Víctor Amadeo I, una sucesión desastrosa. Durante su largo reinado de 50 años, Saboya ya no respiró, víctima de las maniobras bélicas y diplomáticas de su ambicioso soberano. El país, atravesado por tropas enemigas o aliadas, fue saqueado y los gastos en que incurrió Carlos Manuel I lo arruinaron. Su desaparición llegó en el momento adecuado para permitir que su sucesor restableciera el orden y la paz.

### Reforma y Contrarreforma
Como el resto de Europa, Saboya se vio afectada a partir del siglo XVI por los grandes movimientos religiosos de la Reforma protestante y de la Contrarreforma católica. Ginebra, parte integrante de Saboya a principios del siglo XVI, será adquirida con la Reforma y Calvino hará de ella un estado teocrático en 1541. Los católicos abandonaron Ginebra en 1535, y el obispado de Ginebra se instaló en Annecy. Con la invasión del Chablais por los berneses en 1536, esa provincia será empujada al campo de la Reforma.
En Saboya, la Contrarreforma se encarnó en Francisco de Sales, que será canonizado a partir de entonces. No sólo fue el artífice de la reconquista católica del Chablais, a partir de 1594, sino que consiguió revitalizar una Iglesia en plena decadencia. La diócesis de Ginebra-Annecy fue visitada por completo, los pueblos predican, los notables fueron llevados a un nivel de espiritualidad raramente alcanzado. Dirige así una verdadera política contrarreformista contra la Nouvelle Rome genevoise. El catolicismo fortalecido siguió siendo un componente importante de la identidad de Saboya.

### Saboya durante los siglosXVIIyXVIII

#### La calma

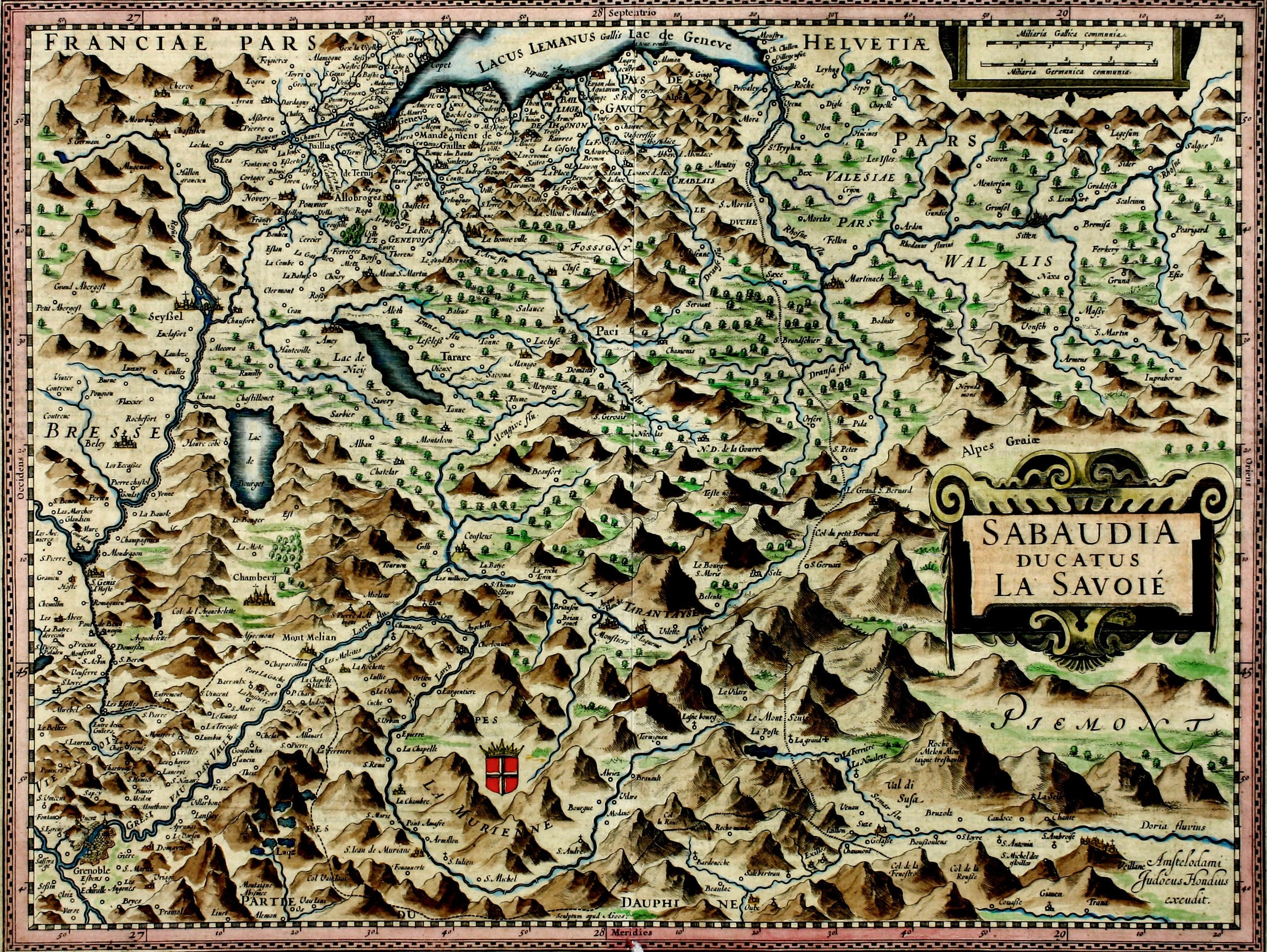
Mapa del ducado de Saboya en 1631

Desde 1631, después del Tratado de Cherasco, Saboya pudo disfrutar de una vida relativamente pacífica, aunque esa paz se hizo a la sombra del poder creciente de Francia. Luis XIV tratará realmente al ducado de Saboya-Piamonte como un estado vasallo. Sin embargo, la paz redescubierta no produjo abundancia en el país que siguió siendo pobre. Parte de la población debió emigrar. Esa emigración afectó principalmente a las regiones montañosas, con Faucigny a la cabeza. Los lugares de destino fueron Alemania, Ginebra, Valais, el país de Vaud, el Franco Condado, Lorena, Borgoña y el Flandes francés. Lyon y Piamonte fueron también un lugar de destino para las poblaciones de los valles de la Tarentaise y de la Maurienne.
El nivel cultural general estaba progresando. A finales de siglo, la mayoría de los habitantes de Tarentaise ya sabían leer y escribir. En los valles interiores, algunas familias adineradas, y también emigrantes que habían ganado algo de dinero fundaron escuelas.

#### El reinado del duque Víctor Amadeo I de Saboya (r. 1630-1637)
El duque Víctor Amadeo I, nacido en 1587, sucedió a su padre, Carlos Manuel I, en 1630, que murió el 26 de julio de 1630 en Savillan.
Al tomar el poder, encontró a su país en plena ruina: los ejércitos de Luis XIII habían invadido Saboya, el duque Carlos Manuel I acababa de morir repentinamente y la peste asolaba el país. Ante esa trágica situación, Víctor Amadeo I, inspirado por el abad Mazarino, ratificó el Tratado de Cherasco el 6 de abril de 1631 y renunció al ducado de Montferrato. Además, debió ceder Pignerol a los franceses. A cambio, obtuvo la liberación de su país.
Víctor Amadeo I pretendió permanecer estrictamente neutral, pero en 1635, el duque de Richelieu le incitó a salir abiertamente a favor de Francia. El duque ratificará, el 11 de julio de 1635 el Tratado de Alianza de Rivoli, reuniendo contra España tanto a Francia como a los duques de Saboya, de Parma, de Módena y de Mantua. El duque de Saboya marchó sobre la Lombardía con tropas francesas, pero murió repentinamente en Vercelli en 1637.
Al luto de las guerras de Sucesión de Montferrato, que habían ensangrentado el campo y obligado a la montferratina Casale a un largo asedio, y por tanto a la peste, se unió el conflicto concebido por Víctor Amadeo I para crear una liga antiespañola en Italia, entre 1636 y 1637. Piamonte se comprometió entonces a ceder el bastión de Pinerolo a Francia, con el Tratado de Cherasco en 1631, pero obteniendo la inclusión en el ducado de Saboya de las ciudades de Trino y Alba y distritos afines. Todavía se buscaba una vana expansión hacia Ginebra: estos hechos, de armas y de política, no ayudaron a la economía y la historia futura, agravando la ya difícil situación interna debido a la muerte de Víctor Amadeo I.

#### La regencia de Cristina de Francia (1637-1638)
El pequeño duque Francisco Jacinto (r. 1637-1638), nacido en 1632, sucedió a la edad de 5 años en 1637 a su padre, Víctor Amadeo I, que murió el 7 de enero de 1637 en Vercelli.
La regencia de los Estados de Saboya la asumió su madre, Cristina de Francia, duquesa de Saboya, frente a sus dos cuñados, los príncipes Tomás de Saboya-Cariñena y Mauricio de Saboya que pretendían ese cargo y que no lo obtuvieron. Era hermana de Luis XIII y consiguió su apoyo frente a los cortesanos del príncipe Francisco Jacinto favorables a España. El aún niño Francisco Jacinto murió en Turín apenas un año y medio más tarde, el 4 de octubre de 1638.

#### El reinado del duque Carlos Manuel II de Saboya (r. 1638-1675)
El duque Carlos Manuel II (r. 1638-1675), nacido en 1634, sucedió a la edad de 4 años, en 1638, a su hermano Francisco Jacinto, que murió a la edad de 6 años, el 4 de octubre de 1638, en Turín. Su madre, Cristina de Francia, seguirá a cargo de la regencia de los Estados de Saboya. Se convirtió en Madama Reale para el pueblo y sus partidarios tomaron el nombre de Madamisti. Contra esa preponderancia francesa, que habría hecho del Piamonte un estado satélite del reino de Francia, los príncipes Mauricio de Saboya y Tomás de Saboya se movilizaron, cuyos seguidores tomaron el nombre de Principisti.
La ciudad de Turín fue pronto sitiada por ambas facciones. La ganaron los Principisti, que sometieron a Turín a un crudo saqueo el 27 de julio de 1639. Hasta 1642 no se llegó a un acuerdo entre las dos facciones, pero la viuda de Víctor Amadeo I seguirá a cargo de la regencia de los Estados de Saboya hasta 1648. Luego, a petición de su hijo, continuó gobernando el país hasta su muerte en 1663. Posteriormente, el duque Carlos Manuel II gobernará sus Estados bajo la influencia política del rey Sol.
Durante la regencia hubo un resurgimiento de las guerras de religión. En 1655, las tropas del ducado atacaron a la población protestante de los valles valdenses, en el episodio conocido como las Pascuas piamontesas, y fueron detenidas por la presión internacional. En 1664 se llegó a un acuerdo definitivo con los valdenses.
Carlos Manuel II de Saboya se había casado en 1665, en segundas nupcias, con María Juana Bautista de Saboya-Nemours, descendiente de la rama más joven de la dinastía de Saboya, última heredera del ducado de Ginebra. A través de esa alianza, Carlos Manuel II aseguró la reintegración del ducado de Ginebra y su capital, Annecy, en el ducado de Saboya.
El gobierno de Carlos Manuel II fue un primer paso hacia las grandes reformas de su sucesor y del siglo siguiente: en particular, destacó la creación de las milicias saboyanas y del primer sistema de escuelas públicas en 1661. Hombre culto, pero también excelente estadista, supo atesorar las lecciones impartidas a Europa por Luis XIV, y por ello quiso circunscribir la corte en el suntuoso palacio real de Venaria Reale, obra maestra del arte barroco que recreaba, en Italia, las glorias del Palacio de Versalles. Fue la época de la gran expansión urbana, y no fue casualidad que Carlos Manuel II impulsara la expansión de Turín y su reconstrucción en estilo barroco. Después de su muerte, seguirá un período de regencia, a cargo de la nueva Madama Reale, María Juana Bautista de Saboya-Nemours.

##### Memoria sobre la reintegración del ducado de Ginebra en los Estados de Saboya
Una importante expansión territorial, de la que se habla raramente, se basó en la devolución del ducado de Ginebra y de su capital Annecy al seno del ducado de Saboya en 1659, devolución confirmada en 1665, un año antes del nacimiento del duque Víctor Amadeo II.
De hecho, el Genevois había sido cedido en apanage a la rama de Saboya-Ginebra, la futura rama de Saboya-Nemours, desde 1514. Con el tiempo, aunque el duque de Saboya en principio retuvo el control del ducado de Ginebra, ese territorio escapó a sus obligaciones, contrayendo a veces alianzas políticas opuestas a las de los Saboya, a riesgo de secesionarse. Tras la muerte en 1659 del último duque de Saboya-Nemours, Enrique II, el presidente del Senado de Saboya, Jean-Louis Milliet, marqués de Challes, se trasladó a Annecy, al Palais de l'Île, lugar donde se administraba la justicia: allí declaró que los países del Genevois, Faucigny y Beaufort quedaban unidos al dominio de Saboya; suprimió los consejos de justicia y de finanzas y nombró, por provisión, funcionarios ad intérim. La madre del duque Víctor Amadeo II, María Juana Bautista de Saboya-Nemours, que había heredado el ducado de Ginebra de su tío Enrique II, vino a confirmar esa nueva reunión al casarse en 1665 con el duque Carlos Manuel II de Saboya.. Esa reunificación fue de primordial importancia histórica.
Durante el siglo XVII volvió a sentirse la influencia de la corte de Versalles en el Piamonte. La proximidad del ducado de Milán, donde estaban estacionadas las tropas francesas, y la cesión de Pinerolo (una de las plazafuertes más importantes de Saboya), unía estrictamente a Turín con París. La corte, que había sido española bajo Carlos Manuel I, se convirtió en francesa bajo sus tres sucesores: el matrimonio de Víctor Amadeo I (r. 1630-1637) con María Cristina de Borbón-Francia, futura Madama Reale, no hizo más que estrechar ese vínculo. Cristina mantuvo el verdadero poder en Saboya durante el breve período de Francisco Jacinto y en la corta edad de Carlos Manuel II de Saboya.

#### El reinado del duque Víctor Amadeo II de Saboya (r. 1675-1730)
El duque Víctor Amadeo II, nacido en 1666, sucedió en 1675, a la edad de 9 años, a su padre, Carlos Manuel II de Saboya, fallecido el 12 de junio de 1675 en Turín. Durante su corta edad y hasta 1684, la regencia de los Estados de Saboya será asumida por su enérgica madre, María Juana Bautista de Saboya-Nemours, que intentó unir la corona saboyana con la lusitana, aún arriesgándose así a comprometer la supervivencia misma del ducado (Piamonte habría quedado reducido de la misma manera que los otros estados italianos, sometido por otra potencia extranjera).
Habiendo salido con determinación de la mano de la regente, Víctor Amadeo entabló malas relaciones con la corona de París, lo que provocó la invasión del ducado por las fuerzas francesas. Piamonte derrotó al ejército de Luis XIV en el sitio de Cuneo, pero fue derrotado claramente en las batallas de Staffarda y Marsaglia.
Tras la guerra de la Gran Alianza (1688-1697), el duque, militando en la primera fase de la guerra de sucesión española junto a Luis XIV, cambió de alianzas mediante un nuevo tratado en 1703, pudo hacer frente a la nueva invasión francesa del Piamonte y logró derrotar a las tropas del marqués de Fouillade en 1706 en Turín. La política seguida, que sólo tuvo éxito gracias a la llegada al campo de batalla del primo del duque, Eugenio de Saboya, resolvió un conflicto que había sembrado la destrucción en el Piamonte.
Al final de la guerra, en 1713 (con la firma del Tratado de Utrecht), Víctor Amadeo obtuvo el reino de Sicilia.

### Del ducado al reino de Sicilia

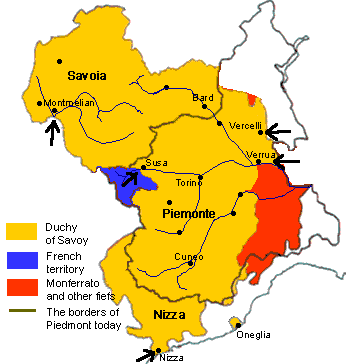
Mapa del ducado de Saboya durante la Guerra de Sucesión Española

#### La extensión territorial: la adquisición del reino de Sicilia (1713)
El duque Víctor Amadeo II mostró muchas habilidades diplomáticas, uniéndose a la Liga de Augsburgo, aliándose con el Sacro Imperio Romano Germánico y luego revirtiendo su alianza a favor de la Francia de Luis XIV. Sus variaciones dieron como resultado una importante expansión territorial.
En total, Víctor Amadeo II, firmante del Tratado de Utrecht, obtuvo en 1713 la liberación de los Estados de Saboya que iban a ser evacuados por los ejércitos del rey Luis XIV. Algunas tierras volvieron a la corona: parte del Milanesado, Monferrato, Alejandría y Valenza. El reino de Sicilia formaba parte de las atribuciones acordadas en 1713 (a cambio de financiación) a Víctor Amadeo II. Este último pudo entonces exhibir un título real que la Casa de Saboya había codiciado durante mucho tiempo.

### Ducado de Saboya y reino de Cerdeña
Luego, en 1720, Victor-Emmanuel II de Saboya, el nuevo y efímero rey de Sicilia, en cumplimiento del Tratado de Londres de 1718, intercambió su isla de Sicilia por la isla de Cerdeña con el emperador Carlos VI de Austria. Teniendo Cerdeña el estatus de reino, ahora llevaría, además del título de «duque de Saboya» el de «rey de Cerdeña».
La primera preocupación, tras la redefinición de las fronteras tras el Tratado de Utrecht, fue reforzar la frontera occidental. Para ello, se encargó al arquitecto Ignazio Bertola, hijo adoptivo de Antonio, que reforzara el Fuerte de los Exilles. Las obras duraron más de seis años (se terminaron en 1726) y al final el fuerte resultó ser una joya del arte militar. En 1708 ya se habían iniciado las obras de otro fuerte, el de Brunetta, situado en un espolón rocoso que dominaba la ciudad de Susa, a la izquierda orográfica del Dora Riparia. El fuerte, un laberinto de túneles y casamatas considerado inexpugnable, necesitó 30 años de trabajos para completarse.

##### El tiempo de los combates

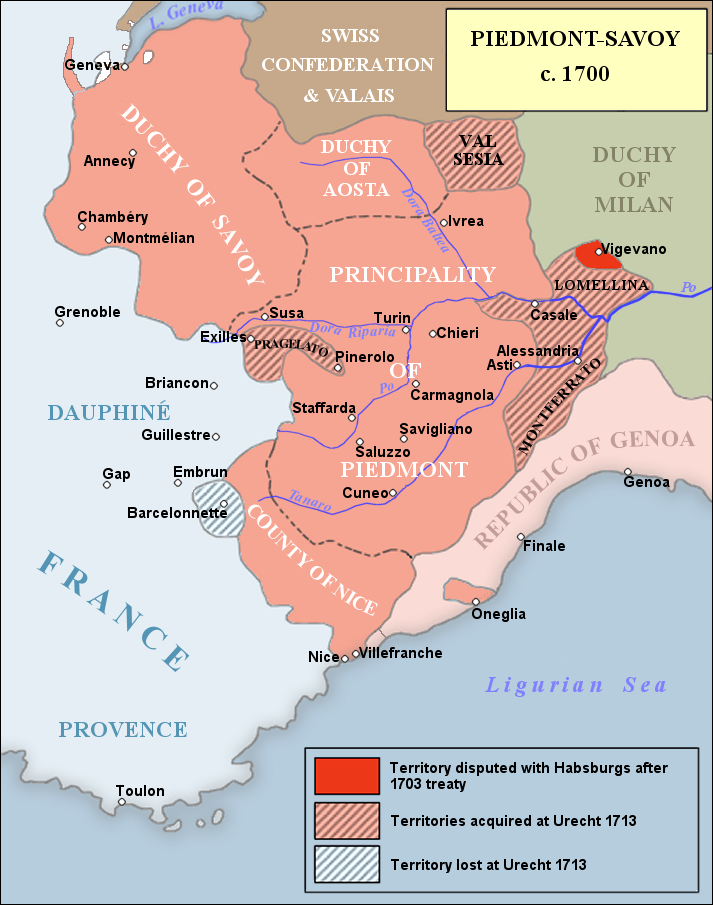
Ducado de Saboya en 1700.

No se puede ignorar el aspecto bélico del reinado del duque Víctor Amadeo II. Habiéndose puesto del lado del Sacro Imperio Romano Germánico, los Estados de Saboya sufrieron la invasión y ocupación de las tropas francesas. En particular, la corte de Turín deploró la caída en 1691 del fuerte Montmélian en Saboya y la toma de Niza, cuyas murallas y fortaleza fueron completamente desmanteladas.
En contrapartida, Víctor Amadeo II se benefició de la poderosa ayuda de su primo, el príncipe Eugenio de Saboya, generalísimo de los ejércitos del Sacro Imperio en batallas de variada fortuna, que se desarrollaron en todos los territorios ocupados, aunque siempre una incursión de corta duración en el Dauphiné y la Provenza. Cabe recordar que el duque de Saboya logró resistir victoriosamente en 1706, durante el asedio de Turín por los ejércitos franceses, durante el cual el soldado-minero piamontés, Pietro Micca, fue celebrado como héroe nacional por toda Italia.
En 1730 Víctor Amadeo II, después de haberse casado morganáticamente con Anna Canalis, condesa de Cumiana y posteriormente marquesa de Spigno, abdicó en favor de su hijo Carlos Manuel III y se retiró con Canalis a Chambéry. Sin embargo, regresó poco después a Turín con la intención de retomar su cargo de duque de Saboya y rey de Cerdeña pero su hijo, de acuerdo con el gobierno de turno, lo hizo arrestar en Moncalieri, obligándolo a permanecer en Rivoli. Golpeado por un ictus en febrero de 1731, se le concedió el traslado a Moncalieri, donde murió algunos meses después.

#### El reinado del rey Carlos Manuel III de Cerdeña (r. 1730-1772)
El rey Carlos Manuel III de Cerdeña (1701-1772) sucedió en 1730 a su padre, Víctor Amadeo II, quien abdicó en su favor, el 3  de septiembre de 1730. El nuevo rey de Cerdeña debió enfrentarse a dos conflictos que afectaron a toda Europa: la Guerra de Sucesión de Polonia (1733-1738) y luego la Guerra de Sucesión de Austria  (1740-1748).

##### La ocupación de Saboya por España (1742-1749)
En 1741 estalló la guerra de sucesión austriaca y el reino de Cerdeña, con el ducado de Saboya, se puso del lado de los estados que apoyaban a María Teresa I de Austria y la vigencia de la pragmática sanción (Habsburgo, Gran Bretaña, Rusia, etc.). Las tropas franco-españolas, comandadas por el español don Filippo y el príncipe francés de Borbón-Conti, ocuparon Niza y Saboya en 1744, entraron en el Piamonte ocupando el Montferrato y derrotaron a las tropas de Saboya en Madonna dell'Olmo, pero no lograron conquistar Cuneo, cuyo sitio fue pronto abandonado por los franco-españoles. La guerra se desarrolló con altibajos: al año siguiente los franceses intentaron invadir el ducado pasando por el coll del Monginevro y atacando el fuerte de Exilles pero fueron rechazados por los cañonazos del fuerte. En 1747, un intento similar de los franceses, llevado a cabo por el comandante, el general Belle-Isle, al hacer pasar las tropas sobre la cresta que separa el Val Chisone del Alto valle de Susa para sortear el obstáculo del fuerte de Exilles, culminó con una dura derrota franco-española en la meseta del col de Assietta. Ese fue el último episodio de la guerra de sucesión de Austria que afectó directamente al ducado.
Con el Tratado de Aquisgrán, que el 18 de octubre de 1748 puso fin a la guerra de sucesión austriaca, el ducado/reino adquirió los condados de Angera, Vigevano, Voghera y Bobbio, llevando las fronteras orientales hasta el río Tesino. Durante el período de ocupación, España estuvo representada en Chambéry por el infante infante Felipe, que partiría en diciembre de 1748, tras la firma del tratado Aquisgrán, para hacerse cargo de los ducados de Parma, Plasencia y Guastalla; las últimas tropas españolas abandonaron Saboya en febrero de 1749.
Hacia finales de la primera mitad del siglo XVIII, Saboya, parte del territorio del ducado homónimo, se dividió en seis provincias:
- la provincia de Saboya, propiamente dicha,
- la val Moriana
- la Tarantasia
- el Chiablese
- el Genevese
- el Faucigny.

##### El Tratado de Turín de 1760
El tratado de Turín, firmado el 24 de marzo de 1760 entre Francia y el Reino de Cerdeña, permitió delimitar la frontera entre los territorios de Saboya, Niza y Piamonte, y los del reino de Francia. Los estudios y planos fueron realizados por Pierre Joseph de Bourcet, director de las Fortificaciones del Dauphiné, para el rey Luis XV

##### Las Reales Constituciones y la modernización del reino
El gobierno de Carlos Manuel se basaba en un absolutismo riguroso, pero estaba dirigido principalmente por sus ministros, el marqués de Orméa, hasta 1745, y por Bogino. Se producirán profundas reformas, en la ampliación de los Statuta Sabaudiae del duque Amadeo VIII de Saboya (“Estatutos de Saboya” de 1430). Las Reales Constituciones, habían sido implantadas en 1723 y su aplicación contribuyó a la modernización del reino.
Carlos Manuel III llevó a cabo nuevas reformas para modernizar su país. Dotó al reino de un ejército de 30 000 hombres, y así pudo prescindir de la ayuda de la nobleza feudal. Otorgó cada vez más poderes a sus funcionarios, en detrimento de los de las comunidades de habitantes.
Con vistas a instituir un impuesto más justo posible y, por lo tanto, más eficaz, en 1728 se puso en marcha el inmenso proyecto del mapa de Cerdeña, es decir, un catastro a escala 1:2400. De paso por Chambéry en ese momento, Jean-Jacques Rousseau se ganaba la vida trabajando en los servicios catastrales. En 1746, se creó un papel moneda. Finalmente, el edicto de 15 de febrero de 1755 permitió estandarizar la relación entre las distintas monedas (oro y plata), definiendo en adelante el título de las monedas y un peso preciso para las mismas en todo el reino.
En 1770, Carlos Manuel III promulgará una nueva versión de la «Real Constitución de 1723», elaborada por Jacques Salteur y François-Xavier Maistre, respectivamente primer y segundo presidente del Senado de Saboya. La obra de modernización del reino de Cerdeña se prolongará con la supresión con compensación de los derechos señoriales, que será emprendida a partir de 1778 por su sucesor, Víctor Amadeo III. El reino de Cerdeña tomó se adelantó siete años sobre la abolición de los derechos feudales votada por la Francia revolucionaria durante la noche del 4 de agosto de 1789.
Para comprender las condiciones de desarrollo económico en ese momento, es necesario conocer las condiciones del transporte: los aproximadamente ciento veinte kilómetros para ir de Chambéry a Thonon requerían tres días de camino. Esas condiciones de transporte dificultaban bastante el comercio. Saboya vivía en gran medida en la autarquía, la mayoría de los intercambios se limitaban entre los valles y las regiones de altura. La introducción de la patata a partir de 1740-1750 y del maíz a partir de 1780 fue un factor de progreso.
De hecho existía una pequeña actividad industrial y minera en los sectores de Modane, de la Tarentaise y de Annecy. Se limitaba a las necesidades locales. Sin embargo, el siglo XVIII vio una innovación importante: el desarrollo de la industria relojera en Faucigny, especialmente en Cluses, a 45 km de Ginebra. Cluses todavía tiene hoy una de las más importantes escuelas de relojería francesa.

##### La evolución social en elsigloXVIII
La población de Saboya estaba compuesta en un 90 % por campesinos para los que la vida seguía siendo dura y podía volverse dramática como en 1709, en el corazón de la ocupación francesa de 1703-1713, durante el terrible "gran invierno" de 1709 que llevó a los senadores de Chambéry a escribir una memoria que evocan «la ruina total y próxima» de la provincia. La exposición permanente a los caprichos del clima y a las ocupaciones extranjeras no impidió que floreciera una cierta democracia aldeana: los domingos, después de la misa, los hombres se reunían regularmente bajo el salón para una asamblea general anunciada en el púlpito por el sacerdote. Estaba presente un notario, así como el castellano que representa al señor o al duque, pero la asamblea era presidida por síndicos electos: los temas tratados se referían al mantenimiento de los bienes comunales, molinos, fuentes, hornos, lagares, de la contratación de guardias rurales, del importe de los impuestos municipales. En el antepaís de Annecy, los bienes municipales representaban el 11,4 % de la superficie, en las regiones más montañosas, como los Bauges o el país de Thônes, ese porcentaje alcanzaba el 43 %. Fue aún mayor en Tarentaise o en Maurienne Los pueblos eran a menudo más ricos en las montañas, en parte gracias a las tradiciones de inmigración de alrededor de Chambéry, donde dominaba el alquiler en beneficio de la nobleza y la burguesía.
Del lado de las clases dominantes, se asistió por un lado a una renovación de la nobleza ennobleciendo a la capa más alta de la burguesía: magistrados, síndicos, y por otro lado a una radicalización de la nobleza. Fue la burguesía, la que designó en Saboya, en ese momento, no a los industriales, sino a una clase de robins [petirrojos] (es decir, de esos notarios muy numerosos), que habían participado en la recompra de los derechos señoriales desde que se pusieron en venta en 1770, y por una especie de reflejo elitista, la nobleza los rechazaba de modo que no se producía el acercamiento entre las dos clases privilegiadas cuyos derechos y posición económica tendían a ser idénticos. La ampliación de la nobleza no fue de hecho masiva, ya que era el rey quien retuvo su reclutamiento. La pérdida formal de los privilegios no excluía su mantenimiento simbólico.

#### El reinado del rey Víctor Amadeo III de Cerdeña (r. 1773-1796) y la Revolución francesa
El rey Víctor Amadeo III de Cerdeña (1726-1796), sucedió en 1773 a su padre, Carlos Manuel III, que murió el 20 de febrero de 1773 en Turín. Desde su advenimiento, se orientó hacia una acción reformadora, como Federico II de Prusia, de quien era admirador.
Víctor Amadeo III fue un oponente de la Revolución Francesa que comenzó en 1789 en París. Muy cercano a la monarquía francesa, habiendo casado a sus hijos con una hermana y dos hermanos de Luis XVI, abrió sus Estados a los emigrantes franceses y se negó a recibir la embajada de la República Francesa. En septiembre de 1792, el ducado de Saboya, así como el condado de Niza, fueron invadidos y anexionados a la Francia revolucionaria.

##### La guerra de los Alpes

Estados italianos en 1796. Saboya en el Reino de Cerdeña. La República Corsa de Pasquale Paoli (Córcega) fue invadida y anexionada por Francia en 1768.

El 8 de septiembre de 1792, el ministro de Asuntos Exteriores del gobierno revolucionario francés, Lebrun-Tondu, dio la orden al ejército de invadir Saboya.
El 22 de septiembre del mismo año las tropas francesas, a las órdenes del general Montesquiou, entraron en Chambéry, acogidas con el favor de la población, poco entusiasmada con el dominio de los Saboya y el 29 de septiembre también en Niza, abandonada precipitadamente por el gobernador piamontés, el general Courten a la primera aparición de las tropas del general francés Jacques Bernard d'Anselme, fue ocupada por el ejército revolucionario francés. El 27 de noviembre, por decreto de la Convención nacional, toda Saboya fue anexionada a Francia y poco después, el 13 de enero de 1793, la misma suerte corrió Niza. En la primavera de ese mismo año Víctor Amadeo III intentó la reconquista militar de Niza, confiando el mando de las tropas al anciano general austriaco De Wins, pero fue rechazado por los franceses al mando del general Dugommier en Saint-Martin-du-Var.
Unos años más tarde, en 1796, con la Primera Campaña de Italia, Napoleón Bonaparte derrotó contundentemente al ejército piamontés y el armisticio de Cherasco, confirmado unas semanas más tarde por el Tratado de París, llevó a la aceptación por parte del rey de Cerdeña y duque de Saboya, de la anexión de Niza y Alta Saboya a la Francia revolucionaria, la ocupación de las fortalezas de Ceva, Cuneo y Tortona, la neutralidad del reino de Cerdeña y el libre paso del ejército francés por el territorio ducal.
Mientras tanto, en el campo piamontés, estaba sucediendo el fin de un mundo. Los campesinos, que siempre se habían puesto del lado de la monarquía, protestando por las malas condiciones del campo, sujetos a los estragos de la guerra, al aumento de los impuestos y a la opresión de los años malos, se levantaron en muchos países, a menudo impulsados por los nuevos ideales franceses.
Víctor Amadeo III, aislado y abandonado incluso por sus más fieles seguidores del pasado, golpeado por una apoplejía, murió a los setenta años en el castillo de Moncalieri. Dejó un reino en colapso económico, con sus arcas completamente vacías, arrebatadas dos provincias fundamentales —Saboya y Niza— y devastado por las corrientes revolucionarias. Carlos Manuel IV, el príncipe de Piamonte que lo sucedió, era débil e incapaz de mantener la situación bajo control.
A partir de 1798 comenzaron a surgir repúblicas efímeras, muchas provocadas por exiliados piamonteses, militares y civiles, animadas y apoyadas por Francia a través del embajador francés en Turín, Ginguené.
La batalla principal tuvo lugar el 14 de abril, entre Gravellona y Ornavasso, donde 4000 soldados saboyanos derrotaron, tras cruentas batallas, a los alborotadores que habían ocupado Intra y Pallanza, proclamándose una república independiente. La batalla, que terminó con la captura de un centenar de rebeldes, fue seguida por el fusilamiento de los prisioneros.

Invasión y anexión francesa de Saboya y de Niza durante la Unificación de Italia en 1860. Napoleón III impedirá a Córcega unirse a Italia.

Otra concentración de rebeldes tuvo lugar en la zona del alto Ovada, donde las tropas saboyanas sólo pudieron expulsarlos atravesando parte del territorio de la República de Génova, lo que supuso una declaración de guerra al Piamonte por parte de la misma. La guerra terminó poco después gracias a la mediación francesa interesada. Una fuerte revuelta también fue brutalmente reprimida cerca de Alejandría con el consentimiento francés.
Pero Francia intervino poco después y muy duramente: acusando a Carlos Emmanuel IV de complicidad con Fernando I de las Dos Sicilias, quien el 23 de octubre de 1798, en violación del Tratado de París de 1796, había entrado en guerra contra las tropas francesas estacionadas en Roma, y cuyas tropas, comandadas por el general austríaco Karl von Mack, habían lanzado un ataque contra la República romana, imponiendo a Carlos Manuel la renuncia al ducado, que pasaría a ser francés, obligándole a trasladarse a Cerdeña.
A partir de ese momento el ducado desapareció, al menos temporalmente. En el territorio piamontés, ya en 1797, había estallado ferozmente la revuelta contra los ocupantes de más allá de los Alpes, culpables de masacres en la población y de brutales represalias. En 1799 la protesta campesina alcanzó su punto máximo con la llegada a Piamonte del mayor Branda Lucioni y de la Massa Cristiana: la liberación de Turín por el ejército austro-ruso hizo esperar el regreso de Carlos Manuel IV, pero a los pocos meses los franceses volvieron a ocupar el Piamonte.

### El periodo francés
Transformado primero (12 de abril de 1801) en una división militar francesa, el territorio piamontés del ducado se dividirá en seis departamentos al año siguiente y se incorporará plenamente al territorio metropolitano francés. Permaneció así hasta la restauración sancionada por el Congreso de Viena en 1815.
El congreso también sancionó, además del restablecimiento territorial del status quo ante la cesión al reino de Cerdeña de los territorios de Liguria pertenecientes a la República de Génova.
El edicto del 16 de diciembre de 1816 de Vittorio Emanuele I, que ya había sucedido a su hermano Carlos Manuel IV en 1802 por la abdicación de este último, restableció en los territorios transalpinos del ducado nueve provincias, incluida la de Saboya propiamente dicha, que agrupaba 12 distritos y 142 comunas.
El ducado permaneció formalmente en pie hasta la llamada "fusión perfecta ", otorgada por Carlo Alberto el 30 de noviembre de 1847, que sancionó la unidad total entre el ducado y el reino de Cerdeña, aboliendo, entre otras cosas, toda forma de derechos de aduana en el interior de los territorios bajo su soberanía.

### Cesión a Francia 1860
Entre 1792 y 1814 el reino, salvo la isla de Cerdeña, fue ocupado por la Primera República Francesa, y en 1860 como consecuencia del apoyo francés a la unificación italiana, la región histórica de Saboya fue "cedida" al Segundo Imperio Francés de Napoleón III, creando los actuales departamentos de Saboya, Alta Saboya y Alpes Marítimos en el mediterráneo.

## Genealogía de la Casa de Saboya
|  |  |  |  |                                                             |                                                             |                                                             |                                                             |                                                             |                                                             |                                                |                                                |                                                                       |                                                                       |                                                                       |                                                                       | Humberto I Biancamano I conde de Saboya 980-1003-1047-1048            | Humberto I Biancamano I conde de Saboya 980-1003-1047-1048            | Humberto I Biancamano I conde de Saboya 980-1003-1047-1048 | Humberto I Biancamano I conde de Saboya 980-1003-1047-1048 | Humberto I Biancamano I conde de Saboya 980-1003-1047-1048               | Humberto I Biancamano I conde de Saboya 980-1003-1047-1048               |                                                                          |                                                                          |                                                                          |                                                                          |                                                |                                                |                                                           |                                                           |                                                           |                                                           |                                                           |                                                           |  |  |                                                                                |                                                              |                                                              |                                                              |                                                              |                                                              | Inicio rama condal de los Saboya | Inicio rama condal de los Saboya | Inicio rama condal de los Saboya               | Inicio rama condal de los Saboya               | Inicio rama condal de los Saboya               | Inicio rama condal de los Saboya               |                                                |                                                |  |  |  |  |  |  |  |  |  |  |  |  |  |  |  |  |  |  |  |  |  |  |  |  |  |  |  |  |  |  |  |  |  |  |  |  |  |  |
|  |  |  |  |                                                             |                                                             |                                                             |                                                             |                                                             |                                                             |                                                |                                                |                                                                       |                                                                       |                                                                       |                                                                       | Humberto I Biancamano I conde de Saboya 980-1003-1047-1048            | Humberto I Biancamano I conde de Saboya 980-1003-1047-1048            | Humberto I Biancamano I conde de Saboya 980-1003-1047-1048 | Humberto I Biancamano I conde de Saboya 980-1003-1047-1048 | Humberto I Biancamano I conde de Saboya 980-1003-1047-1048               | Humberto I Biancamano I conde de Saboya 980-1003-1047-1048               |                                                                          |                                                                          |                                                                          |                                                                          |                                                |                                                |                                                           |                                                           |                                                           |                                                           |                                                           |                                                           |  |  |                                                                                |                                                              |                                                              |                                                              |                                                              |                                                              | Inicio rama condal de los Saboya | Inicio rama condal de los Saboya | Inicio rama condal de los Saboya               | Inicio rama condal de los Saboya               | Inicio rama condal de los Saboya               | Inicio rama condal de los Saboya               |                                                |                                                |  |  |  |  |  |  |  |  |  |  |  |  |  |  |  |  |  |  |  |  |  |  |  |  |  |  |  |  |  |  |  |  |  |  |  |  |  |  |
|  |  |  |  |                                                             |                                                             |                                                             |                                                             |                                                             |                                                             |                                                |                                                |                                                                       |                                                                       |                                                                       |                                                                       |                                                                       |                                                                       |                                                            |                                                            |                                                                          |                                                                          |                                                                          |                                                                          |                                                                          |                                                                          |                                                |                                                |                                                           |                                                           |                                                           |                                                           |                                                           |                                                           |  |  |                                                                                |                                                              |                                                              |                                                              |                                                              |                                                              |                                  |                                  |                                                |                                                |                                                |                                                |                                                |                                                |  |  |  |  |  |  |  |  |  |  |  |  |  |  |  |  |  |  |  |  |  |  |  |  |  |  |  |  |  |  |  |  |  |  |  |  |  |  |
|  |  |  |  |                                                             |                                                             |                                                             |                                                             |                                                             |                                                             |                                                |                                                | Amadeo I II conde de Saboya 1016-1047-1051                            | Amadeo I II conde de Saboya 1016-1047-1051                            | Amadeo I II conde de Saboya 1016-1047-1051                            | Amadeo I II conde de Saboya 1016-1047-1051                            | Amadeo I II conde de Saboya 1016-1047-1051                            | Amadeo I II conde de Saboya 1016-1047-1051                            |                                                            |                                                            | Otón I III conde de Saboya 1023-1051-1057                                | Otón I III conde de Saboya 1023-1051-1057                                | Otón I III conde de Saboya 1023-1051-1057                                | Otón I III conde de Saboya 1023-1051-1057                                | Otón I III conde de Saboya 1023-1051-1057                                | Otón I III conde de Saboya 1023-1051-1057                                |                                                |                                                |                                                           |                                                           |                                                           |                                                           |                                                           |                                                           |  |  |                                                                                |                                                              |                                                              |                                                              |                                                              |                                                              |                                  |                                  |                                                |                                                |                                                |                                                |                                                |                                                |  |  |  |  |  |  |  |  |  |  |  |  |  |  |  |  |  |  |  |  |  |  |  |  |  |  |  |  |  |  |  |  |  |  |  |  |  |  |
|  |  |  |  |                                                             |                                                             |                                                             |                                                             |                                                             |                                                             |                                                |                                                | Amadeo I II conde de Saboya 1016-1047-1051                            | Amadeo I II conde de Saboya 1016-1047-1051                            | Amadeo I II conde de Saboya 1016-1047-1051                            | Amadeo I II conde de Saboya 1016-1047-1051                            | Amadeo I II conde de Saboya 1016-1047-1051                            | Amadeo I II conde de Saboya 1016-1047-1051                            |                                                            |                                                            | Otón I III conde de Saboya 1023-1051-1057                                | Otón I III conde de Saboya 1023-1051-1057                                | Otón I III conde de Saboya 1023-1051-1057                                | Otón I III conde de Saboya 1023-1051-1057                                | Otón I III conde de Saboya 1023-1051-1057                                | Otón I III conde de Saboya 1023-1051-1057                                |                                                |                                                |                                                           |                                                           |                                                           |                                                           |                                                           |                                                           |  |  |                                                                                |                                                              |                                                              |                                                              |                                                              |                                                              |                                  |                                  |                                                |                                                |                                                |                                                |                                                |                                                |  |  |  |  |  |  |  |  |  |  |  |  |  |  |  |  |  |  |  |  |  |  |  |  |  |  |  |  |  |  |  |  |  |  |  |  |  |  |
|  |  |  |  |                                                             |                                                             |                                                             |                                                             |                                                             |                                                             |                                                |                                                |                                                                       |                                                                       |                                                                       |                                                                       |                                                                       |                                                                       |                                                            |                                                            |                                                                          |                                                                          |                                                                          |                                                                          |                                                                          |                                                                          |                                                |                                                |                                                           |                                                           |                                                           |                                                           |                                                           |                                                           |  |  |                                                                                |                                                              |                                                              |                                                              |                                                              |                                                              |                                  |                                  |                                                |                                                |                                                |                                                |                                                |                                                |  |  |  |  |  |  |  |  |  |  |  |  |  |  |  |  |  |  |  |  |  |  |  |  |  |  |  |  |  |  |  |  |  |  |  |  |  |  |
|  |  |  |  |                                                             |                                                             |                                                             |                                                             |                                                             |                                                             |                                                |                                                |                                                                       |                                                                       |                                                                       |                                                                       | Amadeo II V conde de Saboya 1046-1078-1080                            | Amadeo II V conde de Saboya 1046-1078-1080                            | Amadeo II V conde de Saboya 1046-1078-1080                 | Amadeo II V conde de Saboya 1046-1078-1080                 | Amadeo II V conde de Saboya 1046-1078-1080                               | Amadeo II V conde de Saboya 1046-1078-1080                               |                                                                          |                                                                          | Pedro I IV conde de Saboya 1048-1057-1078                                | Pedro I IV conde de Saboya 1048-1057-1078                                | Pedro I IV conde de Saboya 1048-1057-1078      | Pedro I IV conde de Saboya 1048-1057-1078      | Pedro I IV conde de Saboya 1048-1057-1078                 | Pedro I IV conde de Saboya 1048-1057-1078                 |                                                           |                                                           |                                                           |                                                           |  |  |                                                                                |                                                              |                                                              |                                                              |                                                              |                                                              |                                  |                                  |                                                |                                                |                                                |                                                |                                                |                                                |  |  |  |  |  |  |  |  |  |  |  |  |  |  |  |  |  |  |  |  |  |  |  |  |  |  |  |  |  |  |  |  |  |  |  |  |  |  |
|  |  |  |  |                                                             |                                                             |                                                             |                                                             |                                                             |                                                             |                                                |                                                |                                                                       |                                                                       |                                                                       |                                                                       | Amadeo II V conde de Saboya 1046-1078-1080                            | Amadeo II V conde de Saboya 1046-1078-1080                            | Amadeo II V conde de Saboya 1046-1078-1080                 | Amadeo II V conde de Saboya 1046-1078-1080                 | Amadeo II V conde de Saboya 1046-1078-1080                               | Amadeo II V conde de Saboya 1046-1078-1080                               |                                                                          |                                                                          | Pedro I IV conde de Saboya 1048-1057-1078                                | Pedro I IV conde de Saboya 1048-1057-1078                                | Pedro I IV conde de Saboya 1048-1057-1078      | Pedro I IV conde de Saboya 1048-1057-1078      | Pedro I IV conde de Saboya 1048-1057-1078                 | Pedro I IV conde de Saboya 1048-1057-1078                 |                                                           |                                                           |                                                           |                                                           |  |  |                                                                                |                                                              |                                                              |                                                              |                                                              |                                                              |                                  |                                  |                                                |                                                |                                                |                                                |                                                |                                                |  |  |  |  |  |  |  |  |  |  |  |  |  |  |  |  |  |  |  |  |  |  |  |  |  |  |  |  |  |  |  |  |  |  |  |  |  |  |
|  |  |  |  |                                                             |                                                             |                                                             |                                                             |                                                             |                                                             |                                                |                                                |                                                                       |                                                                       |                                                                       |                                                                       | Humberto II VI conde de Saboya 1065-1080-1103                         |                                                                       |                                                            |                                                            |                                                                          |                                                                          |                                                                          |                                                                          |                                                                          |                                                                          |                                                |                                                |                                                           |                                                           |                                                           |                                                           |                                                           |                                                           |  |  |                                                                                |                                                              |                                                              |                                                              |                                                              |                                                              |                                  |                                  |                                                |                                                |                                                |                                                |                                                |                                                |  |  |  |  |  |  |  |  |  |  |  |  |  |  |  |  |  |  |  |  |  |  |  |  |  |  |  |  |  |  |  |  |  |  |  |  |  |  |
|  |  |  |  |                                                             |                                                             |                                                             |                                                             |                                                             |                                                             |                                                |                                                |                                                                       |                                                                       |                                                                       |                                                                       |                                                                       |                                                                       |                                                            |                                                            |                                                                          |                                                                          |                                                                          |                                                                          |                                                                          |                                                                          |                                                |                                                |                                                           |                                                           |                                                           |                                                           |                                                           |                                                           |  |  |                                                                                |                                                              |                                                              |                                                              |                                                              |                                                              |                                  |                                  |                                                |                                                |                                                |                                                |                                                |                                                |  |  |  |  |  |  |  |  |  |  |  |  |  |  |  |  |  |  |  |  |  |  |  |  |  |  |  |  |  |  |  |  |  |  |  |  |  |  |
|  |  |  |  |                                                             |                                                             |                                                             |                                                             |                                                             |                                                             |                                                |                                                |                                                                       |                                                                       |                                                                       |                                                                       | Amadeo III VII conde de Saboya 1095-1103-1148                         |                                                                       |                                                            |                                                            |                                                                          |                                                                          |                                                                          |                                                                          |                                                                          |                                                                          |                                                |                                                |                                                           |                                                           |                                                           |                                                           |                                                           |                                                           |  |  |                                                                                |                                                              |                                                              |                                                              |                                                              |                                                              |                                  |                                  |                                                |                                                |                                                |                                                |                                                |                                                |  |  |  |  |  |  |  |  |  |  |  |  |  |  |  |  |  |  |  |  |  |  |  |  |  |  |  |  |  |  |  |  |  |  |  |  |  |  |
|  |  |  |  |                                                             |                                                             |                                                             |                                                             |                                                             |                                                             |                                                |                                                |                                                                       |                                                                       |                                                                       |                                                                       |                                                                       |                                                                       |                                                            |                                                            |                                                                          |                                                                          |                                                                          |                                                                          |                                                                          |                                                                          |                                                |                                                |                                                           |                                                           |                                                           |                                                           |                                                           |                                                           |  |  |                                                                                |                                                              |                                                              |                                                              |                                                              |                                                              |                                  |                                  |                                                |                                                |                                                |                                                |                                                |                                                |  |  |  |  |  |  |  |  |  |  |  |  |  |  |  |  |  |  |  |  |  |  |  |  |  |  |  |  |  |  |  |  |  |  |  |  |  |  |
|  |  |  |  |                                                             |                                                             |                                                             |                                                             |                                                             |                                                             |                                                |                                                |                                                                       |                                                                       |                                                                       |                                                                       | Humberto III VIII conde de Saboya 1136-1148-1189                      |                                                                       |                                                            |                                                            |                                                                          |                                                                          |                                                                          |                                                                          |                                                                          |                                                                          |                                                |                                                |                                                           |                                                           |                                                           |                                                           |                                                           |                                                           |  |  |                                                                                |                                                              |                                                              |                                                              |                                                              |                                                              |                                  |                                  |                                                |                                                |                                                |                                                |                                                |                                                |  |  |  |  |  |  |  |  |  |  |  |  |  |  |  |  |  |  |  |  |  |  |  |  |  |  |  |  |  |  |  |  |  |  |  |  |  |  |
|  |  |  |  |                                                             |                                                             |                                                             |                                                             |                                                             |                                                             |                                                |                                                |                                                                       |                                                                       |                                                                       |                                                                       |                                                                       |                                                                       |                                                            |                                                            |                                                                          |                                                                          |                                                                          |                                                                          |                                                                          |                                                                          |                                                |                                                |                                                           |                                                           |                                                           |                                                           |                                                           |                                                           |  |  |                                                                                |                                                              |                                                              |                                                              |                                                              |                                                              |                                  |                                  |                                                |                                                |                                                |                                                |                                                |                                                |  |  |  |  |  |  |  |  |  |  |  |  |  |  |  |  |  |  |  |  |  |  |  |  |  |  |  |  |  |  |  |  |  |  |  |  |  |  |
|  |  |  |  |                                                             |                                                             |                                                             |                                                             |                                                             |                                                             |                                                |                                                |                                                                       |                                                                       |                                                                       |                                                                       | Tomás I IX conde de Saboya 1177-1189-1233                             |                                                                       |                                                            |                                                            |                                                                          |                                                                          |                                                                          |                                                                          |                                                                          |                                                                          |                                                |                                                |                                                           |                                                           |                                                           |                                                           |                                                           |                                                           |  |  |                                                                                |                                                              |                                                              |                                                              |                                                              |                                                              |                                  |                                  |                                                |                                                |                                                |                                                |                                                |                                                |  |  |  |  |  |  |  |  |  |  |  |  |  |  |  |  |  |  |  |  |  |  |  |  |  |  |  |  |  |  |  |  |  |  |  |  |  |  |
|  |  |  |  |                                                             |                                                             |                                                             |                                                             |                                                             |                                                             |                                                |                                                |                                                                       |                                                                       |                                                                       |                                                                       |                                                                       |                                                                       |                                                            |                                                            |                                                                          |                                                                          |                                                                          |                                                                          |                                                                          |                                                                          |                                                |                                                |                                                           |                                                           |                                                           |                                                           |                                                           |                                                           |  |  |                                                                                |                                                              |                                                              |                                                              |                                                              |                                                              |                                  |                                  |                                                |                                                |                                                |                                                |                                                |                                                |  |  |  |  |  |  |  |  |  |  |  |  |  |  |  |  |  |  |  |  |  |  |  |  |  |  |  |  |  |  |  |  |  |  |  |  |  |  |
|  |  |  |  |                                                             |                                                             |                                                             |                                                             |                                                             |                                                             |                                                |                                                |                                                                       |                                                                       |                                                                       |                                                                       |                                                                       |                                                                       |                                                            |                                                            |                                                                          |                                                                          |                                                                          |                                                                          |                                                                          |                                                                          |                                                |                                                |                                                           |                                                           |                                                           |                                                           |                                                           |                                                           |  |  |                                                                                |                                                              |                                                              |                                                              |                                                              |                                                              |                                  |                                  |                                                |                                                |                                                |                                                |                                                |                                                |  |  |  |  |  |  |  |  |  |  |  |  |  |  |  |  |  |  |  |  |  |  |  |  |  |  |  |  |  |  |  |  |  |  |  |  |  |  |
|  |  |  |  | Amadeo IV X conde de Saboya 1197-1233-1253                  | Amadeo IV X conde de Saboya 1197-1233-1253                  | Amadeo IV X conde de Saboya 1197-1233-1253                  | Amadeo IV X conde de Saboya 1197-1233-1253                  | Amadeo IV X conde de Saboya 1197-1233-1253                  | Amadeo IV X conde de Saboya 1197-1233-1253                  |                                                |                                                | Tomás II XI conde de Saboya 1199-1253-1259                            | Tomás II XI conde de Saboya 1199-1253-1259                            | Tomás II XI conde de Saboya 1199-1253-1259                            | Tomás II XI conde de Saboya 1199-1253-1259                            | Tomás II XI conde de Saboya 1199-1253-1259                            | Tomás II XI conde de Saboya 1199-1253-1259                            |                                                            |                                                            | Pedro II XIII conde de Saboya 1203-1263-1268                             | Pedro II XIII conde de Saboya 1203-1263-1268                             | Pedro II XIII conde de Saboya 1203-1263-1268                             | Pedro II XIII conde de Saboya 1203-1263-1268                             | Pedro II XIII conde de Saboya 1203-1263-1268                             | Pedro II XIII conde de Saboya 1203-1263-1268                             |                                                |                                                | Felipe I XIV conde de Saboya 1207-1268-1285               | Felipe I XIV conde de Saboya 1207-1268-1285               | Felipe I XIV conde de Saboya 1207-1268-1285               | Felipe I XIV conde de Saboya 1207-1268-1285               | Felipe I XIV conde de Saboya 1207-1268-1285               | Felipe I XIV conde de Saboya 1207-1268-1285               |  |  |                                                                                |                                                              |                                                              |                                                              |                                                              |                                                              |                                  |                                  |                                                |                                                |                                                |                                                |                                                |                                                |  |  |  |  |  |  |  |  |  |  |  |  |  |  |  |  |  |  |  |  |  |  |  |  |  |  |  |  |  |  |  |  |  |  |  |  |  |  |
|  |  |  |  | Amadeo IV X conde de Saboya 1197-1233-1253                  | Amadeo IV X conde de Saboya 1197-1233-1253                  | Amadeo IV X conde de Saboya 1197-1233-1253                  | Amadeo IV X conde de Saboya 1197-1233-1253                  | Amadeo IV X conde de Saboya 1197-1233-1253                  | Amadeo IV X conde de Saboya 1197-1233-1253                  |                                                |                                                | Tomás II XI conde de Saboya 1199-1253-1259                            | Tomás II XI conde de Saboya 1199-1253-1259                            | Tomás II XI conde de Saboya 1199-1253-1259                            | Tomás II XI conde de Saboya 1199-1253-1259                            | Tomás II XI conde de Saboya 1199-1253-1259                            | Tomás II XI conde de Saboya 1199-1253-1259                            |                                                            |                                                            | Pedro II XIII conde de Saboya 1203-1263-1268                             | Pedro II XIII conde de Saboya 1203-1263-1268                             | Pedro II XIII conde de Saboya 1203-1263-1268                             | Pedro II XIII conde de Saboya 1203-1263-1268                             | Pedro II XIII conde de Saboya 1203-1263-1268                             | Pedro II XIII conde de Saboya 1203-1263-1268                             |                                                |                                                | Felipe I XIV conde de Saboya 1207-1268-1285               | Felipe I XIV conde de Saboya 1207-1268-1285               | Felipe I XIV conde de Saboya 1207-1268-1285               | Felipe I XIV conde de Saboya 1207-1268-1285               | Felipe I XIV conde de Saboya 1207-1268-1285               | Felipe I XIV conde de Saboya 1207-1268-1285               |  |  |                                                                                |                                                              |                                                              |                                                              |                                                              |                                                              |                                  |                                  |                                                |                                                |                                                |                                                |                                                |                                                |  |  |  |  |  |  |  |  |  |  |  |  |  |  |  |  |  |  |  |  |  |  |  |  |  |  |  |  |  |  |  |  |  |  |  |  |  |  |
|  |  |  |  | Bonifacio XII conde de Saboya 1245-1253-1263                | Bonifacio XII conde de Saboya 1245-1253-1263                | Bonifacio XII conde de Saboya 1245-1253-1263                | Bonifacio XII conde de Saboya 1245-1253-1263                | Bonifacio XII conde de Saboya 1245-1253-1263                | Bonifacio XII conde de Saboya 1245-1253-1263                |                                                |                                                | Amadeo V XV conde de Saboya 1249-1285-1323                            | Amadeo V XV conde de Saboya 1249-1285-1323                            | Amadeo V XV conde de Saboya 1249-1285-1323                            | Amadeo V XV conde de Saboya 1249-1285-1323                            | Amadeo V XV conde de Saboya 1249-1285-1323                            | Amadeo V XV conde de Saboya 1249-1285-1323                            |                                                            |                                                            |                                                                          |                                                                          |                                                                          |                                                                          |                                                                          |                                                                          |                                                |                                                |                                                           |                                                           |                                                           |                                                           |                                                           |                                                           |  |  |                                                                                |                                                              |                                                              |                                                              |                                                              |                                                              |                                  |                                  |                                                |                                                |                                                |                                                |                                                |                                                |  |  |  |  |  |  |  |  |  |  |  |  |  |  |  |  |  |  |  |  |  |  |  |  |  |  |  |  |  |  |  |  |  |  |  |  |  |  |
|  |  |  |  | Bonifacio XII conde de Saboya 1245-1253-1263                | Bonifacio XII conde de Saboya 1245-1253-1263                | Bonifacio XII conde de Saboya 1245-1253-1263                | Bonifacio XII conde de Saboya 1245-1253-1263                | Bonifacio XII conde de Saboya 1245-1253-1263                | Bonifacio XII conde de Saboya 1245-1253-1263                |                                                |                                                | Amadeo V XV conde de Saboya 1249-1285-1323                            | Amadeo V XV conde de Saboya 1249-1285-1323                            | Amadeo V XV conde de Saboya 1249-1285-1323                            | Amadeo V XV conde de Saboya 1249-1285-1323                            | Amadeo V XV conde de Saboya 1249-1285-1323                            | Amadeo V XV conde de Saboya 1249-1285-1323                            |                                                            |                                                            |                                                                          |                                                                          |                                                                          |                                                                          |                                                                          |                                                                          |                                                |                                                |                                                           |                                                           |                                                           |                                                           |                                                           |                                                           |  |  |                                                                                |                                                              |                                                              |                                                              |                                                              |                                                              |                                  |                                  |                                                |                                                |                                                |                                                |                                                |                                                |  |  |  |  |  |  |  |  |  |  |  |  |  |  |  |  |  |  |  |  |  |  |  |  |  |  |  |  |  |  |  |  |  |  |  |  |  |  |
|  |  |  |  |                                                             |                                                             |                                                             |                                                             |                                                             |                                                             |                                                |                                                |                                                                       |                                                                       |                                                                       |                                                                       |                                                                       |                                                                       |                                                            |                                                            |                                                                          |                                                                          |                                                                          |                                                                          |                                                                          |                                                                          |                                                |                                                |                                                           |                                                           |                                                           |                                                           |                                                           |                                                           |  |  |                                                                                |                                                              |                                                              |                                                              |                                                              |                                                              |                                  |                                  |                                                |                                                |                                                |                                                |                                                |                                                |  |  |  |  |  |  |  |  |  |  |  |  |  |  |  |  |  |  |  |  |  |  |  |  |  |  |  |  |  |  |  |  |  |  |  |  |  |  |
|  |  |  |  |                                                             |                                                             |                                                             |                                                             | Eduardo XVI conde de Saboya 1284-1323-1329                  | Eduardo XVI conde de Saboya 1284-1323-1329                  | Eduardo XVI conde de Saboya 1284-1323-1329     | Eduardo XVI conde de Saboya 1284-1323-1329     | Eduardo XVI conde de Saboya 1284-1323-1329                            | Eduardo XVI conde de Saboya 1284-1323-1329                            |                                                                       |                                                                       | Aimón XVII conde de Saboya 1291-1329-1343                             | Aimón XVII conde de Saboya 1291-1329-1343                             | Aimón XVII conde de Saboya 1291-1329-1343                  | Aimón XVII conde de Saboya 1291-1329-1343                  | Aimón XVII conde de Saboya 1291-1329-1343                                | Aimón XVII conde de Saboya 1291-1329-1343                                |                                                                          |                                                                          |                                                                          |                                                                          |                                                |                                                |                                                           |                                                           |                                                           |                                                           |                                                           |                                                           |  |  |                                                                                |                                                              |                                                              |                                                              |                                                              |                                                              |                                  |                                  |                                                |                                                |                                                |                                                |                                                |                                                |  |  |  |  |  |  |  |  |  |  |  |  |  |  |  |  |  |  |  |  |  |  |  |  |  |  |  |  |  |  |  |  |  |  |  |  |  |  |
|  |  |  |  |                                                             |                                                             |                                                             |                                                             | Eduardo XVI conde de Saboya 1284-1323-1329                  | Eduardo XVI conde de Saboya 1284-1323-1329                  | Eduardo XVI conde de Saboya 1284-1323-1329     | Eduardo XVI conde de Saboya 1284-1323-1329     | Eduardo XVI conde de Saboya 1284-1323-1329                            | Eduardo XVI conde de Saboya 1284-1323-1329                            |                                                                       |                                                                       | Aimón XVII conde de Saboya 1291-1329-1343                             | Aimón XVII conde de Saboya 1291-1329-1343                             | Aimón XVII conde de Saboya 1291-1329-1343                  | Aimón XVII conde de Saboya 1291-1329-1343                  | Aimón XVII conde de Saboya 1291-1329-1343                                | Aimón XVII conde de Saboya 1291-1329-1343                                |                                                                          |                                                                          |                                                                          |                                                                          |                                                |                                                |                                                           |                                                           |                                                           |                                                           |                                                           |                                                           |  |  |                                                                                |                                                              |                                                              |                                                              |                                                              |                                                              |                                  |                                  |                                                |                                                |                                                |                                                |                                                |                                                |  |  |  |  |  |  |  |  |  |  |  |  |  |  |  |  |  |  |  |  |  |  |  |  |  |  |  |  |  |  |  |  |  |  |  |  |  |  |
|  |  |  |  |                                                             |                                                             |                                                             |                                                             |                                                             |                                                             |                                                |                                                |                                                                       |                                                                       |                                                                       |                                                                       | Amadeo VI XVIII conde de Saboya 1334-1343-1383                        |                                                                       |                                                            |                                                            |                                                                          |                                                                          |                                                                          |                                                                          |                                                                          |                                                                          |                                                |                                                |                                                           |                                                           |                                                           |                                                           |                                                           |                                                           |  |  |                                                                                |                                                              |                                                              |                                                              |                                                              |                                                              |                                  |                                  |                                                |                                                |                                                |                                                |                                                |                                                |  |  |  |  |  |  |  |  |  |  |  |  |  |  |  |  |  |  |  |  |  |  |  |  |  |  |  |  |  |  |  |  |  |  |  |  |  |  |
|  |  |  |  |                                                             |                                                             |                                                             |                                                             |                                                             |                                                             |                                                |                                                |                                                                       |                                                                       |                                                                       |                                                                       |                                                                       |                                                                       |                                                            |                                                            |                                                                          |                                                                          |                                                                          |                                                                          |                                                                          |                                                                          |                                                |                                                |                                                           |                                                           |                                                           |                                                           |                                                           |                                                           |  |  |                                                                                |                                                              |                                                              |                                                              |                                                              |                                                              |                                  |                                  |                                                |                                                |                                                |                                                |                                                |                                                |  |  |  |  |  |  |  |  |  |  |  |  |  |  |  |  |  |  |  |  |  |  |  |  |  |  |  |  |  |  |  |  |  |  |  |  |  |  |
|  |  |  |  |                                                             |                                                             |                                                             |                                                             |                                                             |                                                             |                                                |                                                |                                                                       |                                                                       |                                                                       |                                                                       | Amadeo VII XIX conde de Saboya 1360-1383-1391                         |                                                                       |                                                            |                                                            |                                                                          |                                                                          |                                                                          |                                                                          |                                                                          |                                                                          |                                                |                                                |                                                           |                                                           |                                                           |                                                           |                                                           |                                                           |  |  |                                                                                |                                                              |                                                              |                                                              |                                                              |                                                              |                                  |                                  |                                                |                                                |                                                |                                                |                                                |                                                |  |  |  |  |  |  |  |  |  |  |  |  |  |  |  |  |  |  |  |  |  |  |  |  |  |  |  |  |  |  |  |  |  |  |  |  |  |  |
|  |  |  |  |                                                             |                                                             |                                                             |                                                             |                                                             |                                                             |                                                |                                                |                                                                       |                                                                       |                                                                       |                                                                       |                                                                       |                                                                       |                                                            |                                                            |                                                                          |                                                                          |                                                                          |                                                                          |                                                                          |                                                                          |                                                |                                                |                                                           |                                                           |                                                           |                                                           |                                                           |                                                           |  |  |                                                                                |                                                              |                                                              |                                                              |                                                              |                                                              |                                  |                                  |                                                |                                                |                                                |                                                |                                                |                                                |  |  |  |  |  |  |  |  |  |  |  |  |  |  |  |  |  |  |  |  |  |  |  |  |  |  |  |  |  |  |  |  |  |  |  |  |  |  |
|  |  |  |  |                                                             |                                                             |                                                             |                                                             |                                                             |                                                             |                                                |                                                |                                                                       |                                                                       |                                                                       |                                                                       | Amedeo VIII XX conde de Saboya 1383-1391-1416-1451                    |                                                                       |                                                            |                                                            |                                                                          |                                                                          |                                                                          |                                                                          |                                                                          |                                                                          |                                                |                                                |                                                           |                                                           |                                                           |                                                           |                                                           |                                                           |  |  |                                                                                |                                                              |                                                              |                                                              |                                                              |                                                              |                                  |                                  |                                                |                                                |                                                |                                                |                                                |                                                |  |  |  |  |  |  |  |  |  |  |  |  |  |  |  |  |  |  |  |  |  |  |  |  |  |  |  |  |  |  |  |  |  |  |  |  |  |  |
|  |  |  |  |                                                             |                                                             |                                                             |                                                             |                                                             |                                                             |                                                |                                                |                                                                       |                                                                       |                                                                       |                                                                       | I duque de Saboya (1383-1416-1440-1451)                               | I duque de Saboya (1383-1416-1440-1451)                               | I duque de Saboya (1383-1416-1440-1451)                    | I duque de Saboya (1383-1416-1440-1451)                    | I duque de Saboya (1383-1416-1440-1451)                                  | I duque de Saboya (1383-1416-1440-1451)                                  |                                                                          |                                                                          |                                                                          |                                                                          |                                                |                                                |                                                           |                                                           |                                                           |                                                           |                                                           |                                                           |  |  |                                                                                |                                                              |                                                              |                                                              |                                                              |                                                              |                                  |                                  | Inicio rama ducal de los Saboya                | Inicio rama ducal de los Saboya                | Inicio rama ducal de los Saboya                | Inicio rama ducal de los Saboya                | Inicio rama ducal de los Saboya                | Inicio rama ducal de los Saboya                |  |  |  |  |  |  |  |  |  |  |  |  |  |  |  |  |  |  |  |  |  |  |  |  |  |  |  |  |  |  |  |  |  |  |  |  |  |  |
|  |  |  |  |                                                             |                                                             |                                                             |                                                             |                                                             |                                                             |                                                |                                                |                                                                       |                                                                       |                                                                       |                                                                       | I duque de Saboya (1383-1416-1440-1451)                               | I duque de Saboya (1383-1416-1440-1451)                               | I duque de Saboya (1383-1416-1440-1451)                    | I duque de Saboya (1383-1416-1440-1451)                    | I duque de Saboya (1383-1416-1440-1451)                                  | I duque de Saboya (1383-1416-1440-1451)                                  |                                                                          |                                                                          |                                                                          |                                                                          |                                                |                                                |                                                           |                                                           |                                                           |                                                           |                                                           |                                                           |  |  |                                                                                |                                                              |                                                              |                                                              |                                                              |                                                              |                                  |                                  | Inicio rama ducal de los Saboya                | Inicio rama ducal de los Saboya                | Inicio rama ducal de los Saboya                | Inicio rama ducal de los Saboya                | Inicio rama ducal de los Saboya                | Inicio rama ducal de los Saboya                |  |  |  |  |  |  |  |  |  |  |  |  |  |  |  |  |  |  |  |  |  |  |  |  |  |  |  |  |  |  |  |  |  |  |  |  |  |  |
|  |  |  |  |                                                             |                                                             |                                                             |                                                             |                                                             |                                                             |                                                |                                                |                                                                       |                                                                       |                                                                       |                                                                       | Luis II duque de Saboya (1413-1440-1465)                              |                                                                       |                                                            |                                                            |                                                                          |                                                                          |                                                                          |                                                                          |                                                                          |                                                                          |                                                |                                                |                                                           |                                                           |                                                           |                                                           |                                                           |                                                           |  |  |                                                                                |                                                              |                                                              |                                                              |                                                              |                                                              |                                  |                                  |                                                |                                                |                                                |                                                |                                                |                                                |  |  |  |  |  |  |  |  |  |  |  |  |  |  |  |  |  |  |  |  |  |  |  |  |  |  |  |  |  |  |  |  |  |  |  |  |  |  |
|  |  |  |  |                                                             |                                                             |                                                             |                                                             |                                                             |                                                             |                                                |                                                |                                                                       |                                                                       |                                                                       |                                                                       |                                                                       |                                                                       |                                                            |                                                            |                                                                          |                                                                          |                                                                          |                                                                          |                                                                          |                                                                          |                                                |                                                |                                                           |                                                           |                                                           |                                                           |                                                           |                                                           |  |  |                                                                                |                                                              |                                                              |                                                              |                                                              |                                                              |                                  |                                  |                                                |                                                |                                                |                                                |                                                |                                                |  |  |  |  |  |  |  |  |  |  |  |  |  |  |  |  |  |  |  |  |  |  |  |  |  |  |  |  |  |  |  |  |  |  |  |  |  |  |
|  |  |  |  |                                                             |                                                             |                                                             |                                                             |                                                             |                                                             |                                                |                                                |                                                                       |                                                                       |                                                                       |                                                                       |                                                                       |                                                                       |                                                            |                                                            |                                                                          |                                                                          |                                                                          |                                                                          |                                                                          |                                                                          |                                                |                                                |                                                           |                                                           |                                                           |                                                           |                                                           |                                                           |  |  |                                                                                |                                                              |                                                              |                                                              |                                                              |                                                              |                                  |                                  |                                                |                                                |                                                |                                                |                                                |                                                |  |  |  |  |  |  |  |  |  |  |  |  |  |  |  |  |  |  |  |  |  |  |  |  |  |  |  |  |  |  |  |  |  |  |  |  |  |  |
|  |  |  |  |                                                             |                                                             |                                                             |                                                             |                                                             |                                                             | Amadeo IX III duque de Saboya (1435-1465-1472) | Amadeo IX III duque de Saboya (1435-1465-1472) | Amadeo IX III duque de Saboya (1435-1465-1472)                        | Amadeo IX III duque de Saboya (1435-1465-1472)                        | Amadeo IX III duque de Saboya (1435-1465-1472)                        | Amadeo IX III duque de Saboya (1435-1465-1472)                        |                                                                       |                                                                       |                                                            |                                                            |                                                                          |                                                                          |                                                                          |                                                                          | Felipe II VII duque de Saboya (1443-1496-1497)                           | Felipe II VII duque de Saboya (1443-1496-1497)                           | Felipe II VII duque de Saboya (1443-1496-1497) | Felipe II VII duque de Saboya (1443-1496-1497) | Felipe II VII duque de Saboya (1443-1496-1497)            | Felipe II VII duque de Saboya (1443-1496-1497)            |                                                           |                                                           |                                                           |                                                           |  |  |                                                                                |                                                              |                                                              |                                                              |                                                              |                                                              |                                  |                                  | Inicio rama ducal de los Saboya-Bresse         | Inicio rama ducal de los Saboya-Bresse         | Inicio rama ducal de los Saboya-Bresse         | Inicio rama ducal de los Saboya-Bresse         | Inicio rama ducal de los Saboya-Bresse         | Inicio rama ducal de los Saboya-Bresse         |  |  |  |  |  |  |  |  |  |  |  |  |  |  |  |  |  |  |  |  |  |  |  |  |  |  |  |  |  |  |  |  |  |  |  |  |  |  |
|  |  |  |  |                                                             |                                                             |                                                             |                                                             |                                                             |                                                             | Amadeo IX III duque de Saboya (1435-1465-1472) | Amadeo IX III duque de Saboya (1435-1465-1472) | Amadeo IX III duque de Saboya (1435-1465-1472)                        | Amadeo IX III duque de Saboya (1435-1465-1472)                        | Amadeo IX III duque de Saboya (1435-1465-1472)                        | Amadeo IX III duque de Saboya (1435-1465-1472)                        |                                                                       |                                                                       |                                                            |                                                            |                                                                          |                                                                          |                                                                          |                                                                          | Felipe II VII duque de Saboya (1443-1496-1497)                           | Felipe II VII duque de Saboya (1443-1496-1497)                           | Felipe II VII duque de Saboya (1443-1496-1497) | Felipe II VII duque de Saboya (1443-1496-1497) | Felipe II VII duque de Saboya (1443-1496-1497)            | Felipe II VII duque de Saboya (1443-1496-1497)            |                                                           |                                                           |                                                           |                                                           |  |  |                                                                                |                                                              |                                                              |                                                              |                                                              |                                                              |                                  |                                  | Inicio rama ducal de los Saboya-Bresse         | Inicio rama ducal de los Saboya-Bresse         | Inicio rama ducal de los Saboya-Bresse         | Inicio rama ducal de los Saboya-Bresse         | Inicio rama ducal de los Saboya-Bresse         | Inicio rama ducal de los Saboya-Bresse         |  |  |  |  |  |  |  |  |  |  |  |  |  |  |  |  |  |  |  |  |  |  |  |  |  |  |  |  |  |  |  |  |  |  |  |  |  |  |
|  |  |  |  |                                                             |                                                             |                                                             |                                                             |                                                             |                                                             |                                                |                                                |                                                                       |                                                                       |                                                                       |                                                                       |                                                                       |                                                                       |                                                            |                                                            |                                                                          |                                                                          |                                                                          |                                                                          |                                                                          |                                                                          |                                                |                                                |                                                           |                                                           |                                                           |                                                           |                                                           |                                                           |  |  |                                                                                |                                                              |                                                              |                                                              |                                                              |                                                              |                                  |                                  |                                                |                                                |                                                |                                                |                                                |                                                |  |  |  |  |  |  |  |  |  |  |  |  |  |  |  |  |  |  |  |  |  |  |  |  |  |  |  |  |  |  |  |  |  |  |  |  |  |  |
|  |  |  |  | Filiberto I IV duque de Saboya (1465-1472-1482)             | Filiberto I IV duque de Saboya (1465-1472-1482)             | Filiberto I IV duque de Saboya (1465-1472-1482)             | Filiberto I IV duque de Saboya (1465-1472-1482)             | Filiberto I IV duque de Saboya (1465-1472-1482)             | Filiberto I IV duque de Saboya (1465-1472-1482)             |                                                |                                                | Carlos I V duque de Saboya (1468-1482-1490)                           | Carlos I V duque de Saboya (1468-1482-1490)                           | Carlos I V duque de Saboya (1468-1482-1490)                           | Carlos I V duque de Saboya (1468-1482-1490)                           | Carlos I V duque de Saboya (1468-1482-1490)                           | Carlos I V duque de Saboya (1468-1482-1490)                           |                                                            |                                                            | Filiberto II VIII duque de Saboya (1480-1497-1504)                       | Filiberto II VIII duque de Saboya (1480-1497-1504)                       | Filiberto II VIII duque de Saboya (1480-1497-1504)                       | Filiberto II VIII duque de Saboya (1480-1497-1504)                       | Filiberto II VIII duque de Saboya (1480-1497-1504)                       | Filiberto II VIII duque de Saboya (1480-1497-1504)                       |                                                |                                                | Carlos II (III) IX duque de Saboya (1486-1504-1553)       | Carlos II (III) IX duque de Saboya (1486-1504-1553)       | Carlos II (III) IX duque de Saboya (1486-1504-1553)       | Carlos II (III) IX duque de Saboya (1486-1504-1553)       | Carlos II (III) IX duque de Saboya (1486-1504-1553)       | Carlos II (III) IX duque de Saboya (1486-1504-1553)       |  |  |                                                                                |                                                              |                                                              |                                                              |                                                              |                                                              |                                  |                                  |                                                |                                                |                                                |                                                |                                                |                                                |  |  |  |  |  |  |  |  |  |  |  |  |  |  |  |  |  |  |  |  |  |  |  |  |  |  |  |  |  |  |  |  |  |  |  |  |  |  |
|  |  |  |  | Filiberto I IV duque de Saboya (1465-1472-1482)             | Filiberto I IV duque de Saboya (1465-1472-1482)             | Filiberto I IV duque de Saboya (1465-1472-1482)             | Filiberto I IV duque de Saboya (1465-1472-1482)             | Filiberto I IV duque de Saboya (1465-1472-1482)             | Filiberto I IV duque de Saboya (1465-1472-1482)             |                                                |                                                | Carlos I V duque de Saboya (1468-1482-1490)                           | Carlos I V duque de Saboya (1468-1482-1490)                           | Carlos I V duque de Saboya (1468-1482-1490)                           | Carlos I V duque de Saboya (1468-1482-1490)                           | Carlos I V duque de Saboya (1468-1482-1490)                           | Carlos I V duque de Saboya (1468-1482-1490)                           |                                                            |                                                            | Filiberto II VIII duque de Saboya (1480-1497-1504)                       | Filiberto II VIII duque de Saboya (1480-1497-1504)                       | Filiberto II VIII duque de Saboya (1480-1497-1504)                       | Filiberto II VIII duque de Saboya (1480-1497-1504)                       | Filiberto II VIII duque de Saboya (1480-1497-1504)                       | Filiberto II VIII duque de Saboya (1480-1497-1504)                       |                                                |                                                | Carlos II (III) IX duque de Saboya (1486-1504-1553)       | Carlos II (III) IX duque de Saboya (1486-1504-1553)       | Carlos II (III) IX duque de Saboya (1486-1504-1553)       | Carlos II (III) IX duque de Saboya (1486-1504-1553)       | Carlos II (III) IX duque de Saboya (1486-1504-1553)       | Carlos II (III) IX duque de Saboya (1486-1504-1553)       |  |  |                                                                                |                                                              |                                                              |                                                              |                                                              |                                                              |                                  |                                  |                                                |                                                |                                                |                                                |                                                |                                                |  |  |  |  |  |  |  |  |  |  |  |  |  |  |  |  |  |  |  |  |  |  |  |  |  |  |  |  |  |  |  |  |  |  |  |  |  |  |
|  |  |  |  | Carlos (II) Juan Amadeo VI duque de Saboya (1488-1490-1496) | Carlos (II) Juan Amadeo VI duque de Saboya (1488-1490-1496) | Carlos (II) Juan Amadeo VI duque de Saboya (1488-1490-1496) | Carlos (II) Juan Amadeo VI duque de Saboya (1488-1490-1496) | Carlos (II) Juan Amadeo VI duque de Saboya (1488-1490-1496) | Carlos (II) Juan Amadeo VI duque de Saboya (1488-1490-1496) |                                                |                                                |                                                                       |                                                                       |                                                                       |                                                                       |                                                                       |                                                                       |                                                            |                                                            | Manuel Filiberto I X duque de Saboya (1528-1553-1580)                    | Manuel Filiberto I X duque de Saboya (1528-1553-1580)                    | Manuel Filiberto I X duque de Saboya (1528-1553-1580)                    | Manuel Filiberto I X duque de Saboya (1528-1553-1580)                    | Manuel Filiberto I X duque de Saboya (1528-1553-1580)                    | Manuel Filiberto I X duque de Saboya (1528-1553-1580)                    |                                                |                                                |                                                           |                                                           |                                                           |                                                           |                                                           |                                                           |  |  |                                                                                |                                                              |                                                              |                                                              |                                                              |                                                              |                                  |                                  |                                                |                                                |                                                |                                                |                                                |                                                |  |  |  |  |  |  |  |  |  |  |  |  |  |  |  |  |  |  |  |  |  |  |  |  |  |  |  |  |  |  |  |  |  |  |  |  |  |  |
|  |  |  |  | Carlos (II) Juan Amadeo VI duque de Saboya (1488-1490-1496) | Carlos (II) Juan Amadeo VI duque de Saboya (1488-1490-1496) | Carlos (II) Juan Amadeo VI duque de Saboya (1488-1490-1496) | Carlos (II) Juan Amadeo VI duque de Saboya (1488-1490-1496) | Carlos (II) Juan Amadeo VI duque de Saboya (1488-1490-1496) | Carlos (II) Juan Amadeo VI duque de Saboya (1488-1490-1496) |                                                |                                                |                                                                       |                                                                       |                                                                       |                                                                       |                                                                       |                                                                       |                                                            |                                                            | Manuel Filiberto I X duque de Saboya (1528-1553-1580)                    | Manuel Filiberto I X duque de Saboya (1528-1553-1580)                    | Manuel Filiberto I X duque de Saboya (1528-1553-1580)                    | Manuel Filiberto I X duque de Saboya (1528-1553-1580)                    | Manuel Filiberto I X duque de Saboya (1528-1553-1580)                    | Manuel Filiberto I X duque de Saboya (1528-1553-1580)                    |                                                |                                                |                                                           |                                                           |                                                           |                                                           |                                                           |                                                           |  |  |                                                                                |                                                              |                                                              |                                                              |                                                              |                                                              |                                  |                                  |                                                |                                                |                                                |                                                |                                                |                                                |  |  |  |  |  |  |  |  |  |  |  |  |  |  |  |  |  |  |  |  |  |  |  |  |  |  |  |  |  |  |  |  |  |  |  |  |  |  |
|  |  |  |  |                                                             |                                                             |                                                             |                                                             |                                                             |                                                             |                                                |                                                |                                                                       |                                                                       |                                                                       |                                                                       |                                                                       |                                                                       |                                                            |                                                            | Carlos Manuel I XI duque de Saboya (1562-1580-1630)                      |                                                                          |                                                                          |                                                                          |                                                                          |                                                                          |                                                |                                                |                                                           |                                                           |                                                           |                                                           |                                                           |                                                           |  |  |                                                                                |                                                              |                                                              |                                                              |                                                              |                                                              |                                  |                                  |                                                |                                                |                                                |                                                |                                                |                                                |  |  |  |  |  |  |  |  |  |  |  |  |  |  |  |  |  |  |  |  |  |  |  |  |  |  |  |  |  |  |  |  |  |  |  |  |  |  |
|  |  |  |  |                                                             |                                                             |                                                             |                                                             |                                                             |                                                             |                                                |                                                |                                                                       |                                                                       |                                                                       |                                                                       |                                                                       |                                                                       |                                                            |                                                            |                                                                          |                                                                          |                                                                          |                                                                          |                                                                          |                                                                          |                                                |                                                |                                                           |                                                           |                                                           |                                                           |                                                           |                                                           |  |  |                                                                                |                                                              |                                                              |                                                              |                                                              |                                                              |                                  |                                  |                                                |                                                |                                                |                                                |                                                |                                                |  |  |  |  |  |  |  |  |  |  |  |  |  |  |  |  |  |  |  |  |  |  |  |  |  |  |  |  |  |  |  |  |  |  |  |  |  |  |
|  |  |  |  |                                                             |                                                             |                                                             |                                                             |                                                             |                                                             |                                                |                                                |                                                                       |                                                                       |                                                                       |                                                                       |                                                                       |                                                                       |                                                            |                                                            |                                                                          |                                                                          |                                                                          |                                                                          |                                                                          |                                                                          |                                                |                                                |                                                           |                                                           |                                                           |                                                           |                                                           |                                                           |  |  |                                                                                |                                                              |                                                              |                                                              |                                                              |                                                              |                                  |                                  |                                                |                                                |                                                |                                                |                                                |                                                |  |  |  |  |  |  |  |  |  |  |  |  |  |  |  |  |  |  |  |  |  |  |  |  |  |  |  |  |  |  |  |  |  |  |  |  |  |  |
|  |  |  |  |                                                             |                                                             |                                                             |                                                             |                                                             |                                                             |                                                |                                                |                                                                       |                                                                       |                                                                       |                                                                       | Víctor Amadeo I XII duque de Saboya (1587-1630-1637)                  | Víctor Amadeo I XII duque de Saboya (1587-1630-1637)                  | Víctor Amadeo I XII duque de Saboya (1587-1630-1637)       | Víctor Amadeo I XII duque de Saboya (1587-1630-1637)       | Víctor Amadeo I XII duque de Saboya (1587-1630-1637)                     | Víctor Amadeo I XII duque de Saboya (1587-1630-1637)                     |                                                                          |                                                                          |                                                                          |                                                                          |                                                |                                                |                                                           |                                                           |                                                           |                                                           |                                                           |                                                           |  |  | Tomás Francisco, Príncipe de Carignano (1596-1620-1656)                        | Tomás Francisco, Príncipe de Carignano (1596-1620-1656)      | Tomás Francisco, Príncipe de Carignano (1596-1620-1656)      | Tomás Francisco, Príncipe de Carignano (1596-1620-1656)      | Tomás Francisco, Príncipe de Carignano (1596-1620-1656)      | Tomás Francisco, Príncipe de Carignano (1596-1620-1656)      |                                  |                                  | Inicio rama de los Saboya-Carignano            | Inicio rama de los Saboya-Carignano            | Inicio rama de los Saboya-Carignano            | Inicio rama de los Saboya-Carignano            | Inicio rama de los Saboya-Carignano            | Inicio rama de los Saboya-Carignano            |  |  |  |  |  |  |  |  |  |  |  |  |  |  |  |  |  |  |  |  |  |  |  |  |  |  |  |  |  |  |  |  |  |  |  |  |  |  |
|  |  |  |  |                                                             |                                                             |                                                             |                                                             |                                                             |                                                             |                                                |                                                |                                                                       |                                                                       |                                                                       |                                                                       | Víctor Amadeo I XII duque de Saboya (1587-1630-1637)                  | Víctor Amadeo I XII duque de Saboya (1587-1630-1637)                  | Víctor Amadeo I XII duque de Saboya (1587-1630-1637)       | Víctor Amadeo I XII duque de Saboya (1587-1630-1637)       | Víctor Amadeo I XII duque de Saboya (1587-1630-1637)                     | Víctor Amadeo I XII duque de Saboya (1587-1630-1637)                     |                                                                          |                                                                          |                                                                          |                                                                          |                                                |                                                |                                                           |                                                           |                                                           |                                                           |                                                           |                                                           |  |  | Tomás Francisco, Príncipe de Carignano (1596-1620-1656)                        | Tomás Francisco, Príncipe de Carignano (1596-1620-1656)      | Tomás Francisco, Príncipe de Carignano (1596-1620-1656)      | Tomás Francisco, Príncipe de Carignano (1596-1620-1656)      | Tomás Francisco, Príncipe de Carignano (1596-1620-1656)      | Tomás Francisco, Príncipe de Carignano (1596-1620-1656)      |                                  |                                  | Inicio rama de los Saboya-Carignano            | Inicio rama de los Saboya-Carignano            | Inicio rama de los Saboya-Carignano            | Inicio rama de los Saboya-Carignano            | Inicio rama de los Saboya-Carignano            | Inicio rama de los Saboya-Carignano            |  |  |  |  |  |  |  |  |  |  |  |  |  |  |  |  |  |  |  |  |  |  |  |  |  |  |  |  |  |  |  |  |  |  |  |  |  |  |
|  |  |  |  |                                                             |                                                             |                                                             |                                                             |                                                             |                                                             |                                                |                                                |                                                                       |                                                                       |                                                                       |                                                                       |                                                                       |                                                                       |                                                            |                                                            |                                                                          |                                                                          |                                                                          |                                                                          |                                                                          |                                                                          |                                                |                                                |                                                           |                                                           |                                                           |                                                           |                                                           |                                                           |  |  |                                                                                |                                                              |                                                              |                                                              |                                                              |                                                              |                                  |                                  |                                                |                                                |                                                |                                                |                                                |                                                |  |  |  |  |  |  |  |  |  |  |  |  |  |  |  |  |  |  |  |  |  |  |  |  |  |  |  |  |  |  |  |  |  |  |  |  |  |  |
|  |  |  |  |                                                             |                                                             |                                                             |                                                             |                                                             |                                                             |                                                |                                                | Francisco Jacinto XIII duque de Saboya (1632-1637-1638)               | Francisco Jacinto XIII duque de Saboya (1632-1637-1638)               | Francisco Jacinto XIII duque de Saboya (1632-1637-1638)               | Francisco Jacinto XIII duque de Saboya (1632-1637-1638)               | Francisco Jacinto XIII duque de Saboya (1632-1637-1638)               | Francisco Jacinto XIII duque de Saboya (1632-1637-1638)               |                                                            |                                                            | Carlos Manuel II XIV duque de Saboya (1634-1638-1675)                    | Carlos Manuel II XIV duque de Saboya (1634-1638-1675)                    | Carlos Manuel II XIV duque de Saboya (1634-1638-1675)                    | Carlos Manuel II XIV duque de Saboya (1634-1638-1675)                    | Carlos Manuel II XIV duque de Saboya (1634-1638-1675)                    | Carlos Manuel II XIV duque de Saboya (1634-1638-1675)                    |                                                |                                                |                                                           |                                                           |                                                           |                                                           |                                                           |                                                           |  |  | Manuel Filiberto, Príncipe de Carignano (1628-1658-1709)                       | Manuel Filiberto, Príncipe de Carignano (1628-1658-1709)     | Manuel Filiberto, Príncipe de Carignano (1628-1658-1709)     | Manuel Filiberto, Príncipe de Carignano (1628-1658-1709)     | Manuel Filiberto, Príncipe de Carignano (1628-1658-1709)     | Manuel Filiberto, Príncipe de Carignano (1628-1658-1709)     |                                  |                                  |                                                |                                                |                                                |                                                |                                                |                                                |  |  |  |  |  |  |  |  |  |  |  |  |  |  |  |  |  |  |  |  |  |  |  |  |  |  |  |  |  |  |  |  |  |  |  |  |  |  |
|  |  |  |  |                                                             |                                                             |                                                             |                                                             |                                                             |                                                             |                                                |                                                | Francisco Jacinto XIII duque de Saboya (1632-1637-1638)               | Francisco Jacinto XIII duque de Saboya (1632-1637-1638)               | Francisco Jacinto XIII duque de Saboya (1632-1637-1638)               | Francisco Jacinto XIII duque de Saboya (1632-1637-1638)               | Francisco Jacinto XIII duque de Saboya (1632-1637-1638)               | Francisco Jacinto XIII duque de Saboya (1632-1637-1638)               |                                                            |                                                            | Carlos Manuel II XIV duque de Saboya (1634-1638-1675)                    | Carlos Manuel II XIV duque de Saboya (1634-1638-1675)                    | Carlos Manuel II XIV duque de Saboya (1634-1638-1675)                    | Carlos Manuel II XIV duque de Saboya (1634-1638-1675)                    | Carlos Manuel II XIV duque de Saboya (1634-1638-1675)                    | Carlos Manuel II XIV duque de Saboya (1634-1638-1675)                    |                                                |                                                |                                                           |                                                           |                                                           |                                                           |                                                           |                                                           |  |  | Manuel Filiberto, Príncipe de Carignano (1628-1658-1709)                       | Manuel Filiberto, Príncipe de Carignano (1628-1658-1709)     | Manuel Filiberto, Príncipe de Carignano (1628-1658-1709)     | Manuel Filiberto, Príncipe de Carignano (1628-1658-1709)     | Manuel Filiberto, Príncipe de Carignano (1628-1658-1709)     | Manuel Filiberto, Príncipe de Carignano (1628-1658-1709)     |                                  |                                  |                                                |                                                |                                                |                                                |                                                |                                                |  |  |  |  |  |  |  |  |  |  |  |  |  |  |  |  |  |  |  |  |  |  |  |  |  |  |  |  |  |  |  |  |  |  |  |  |  |  |
|  |  |  |  |                                                             |                                                             |                                                             |                                                             |                                                             |                                                             |                                                |                                                |                                                                       |                                                                       |                                                                       |                                                                       |                                                                       |                                                                       |                                                            |                                                            | Víctor Amadeo II XV duque de Saboya (1666-1675-1713-1732)                | Víctor Amadeo II XV duque de Saboya (1666-1675-1713-1732)                | Víctor Amadeo II XV duque de Saboya (1666-1675-1713-1732)                | Víctor Amadeo II XV duque de Saboya (1666-1675-1713-1732)                | Víctor Amadeo II XV duque de Saboya (1666-1675-1713-1732)                | Víctor Amadeo II XV duque de Saboya (1666-1675-1713-1732)                |                                                |                                                |                                                           |                                                           |                                                           |                                                           |                                                           |                                                           |  |  | Víctor Amadeo I, Príncipe de Carignano (1690-1709-1741)                        | Víctor Amadeo I, Príncipe de Carignano (1690-1709-1741)      | Víctor Amadeo I, Príncipe de Carignano (1690-1709-1741)      | Víctor Amadeo I, Príncipe de Carignano (1690-1709-1741)      | Víctor Amadeo I, Príncipe de Carignano (1690-1709-1741)      | Víctor Amadeo I, Príncipe de Carignano (1690-1709-1741)      |                                  |                                  |                                                |                                                |                                                |                                                |                                                |                                                |  |  |  |  |  |  |  |  |  |  |  |  |  |  |  |  |  |  |  |  |  |  |  |  |  |  |  |  |  |  |  |  |  |  |  |  |  |  |
|  |  |  |  |                                                             |                                                             |                                                             |                                                             |                                                             |                                                             |                                                |                                                |                                                                       |                                                                       |                                                                       |                                                                       |                                                                       |                                                                       |                                                            |                                                            | Víctor Amadeo II XV duque de Saboya (1666-1675-1713-1732)                | Víctor Amadeo II XV duque de Saboya (1666-1675-1713-1732)                | Víctor Amadeo II XV duque de Saboya (1666-1675-1713-1732)                | Víctor Amadeo II XV duque de Saboya (1666-1675-1713-1732)                | Víctor Amadeo II XV duque de Saboya (1666-1675-1713-1732)                | Víctor Amadeo II XV duque de Saboya (1666-1675-1713-1732)                |                                                |                                                |                                                           |                                                           |                                                           |                                                           |                                                           |                                                           |  |  | Víctor Amadeo I, Príncipe de Carignano (1690-1709-1741)                        | Víctor Amadeo I, Príncipe de Carignano (1690-1709-1741)      | Víctor Amadeo I, Príncipe de Carignano (1690-1709-1741)      | Víctor Amadeo I, Príncipe de Carignano (1690-1709-1741)      | Víctor Amadeo I, Príncipe de Carignano (1690-1709-1741)      | Víctor Amadeo I, Príncipe de Carignano (1690-1709-1741)      |                                  |                                  |                                                |                                                |                                                |                                                |                                                |                                                |  |  |  |  |  |  |  |  |  |  |  |  |  |  |  |  |  |  |  |  |  |  |  |  |  |  |  |  |  |  |  |  |  |  |  |  |  |  |
|  |  |  |  |                                                             |                                                             |                                                             |                                                             |                                                             |                                                             |                                                |                                                |                                                                       |                                                                       |                                                                       |                                                                       |                                                                       |                                                                       |                                                            |                                                            | Víctor Amadeo II Rey de Sicilia (1713-1720) y rey de Cerdeña (1720-1732) | Víctor Amadeo II Rey de Sicilia (1713-1720) y rey de Cerdeña (1720-1732) | Víctor Amadeo II Rey de Sicilia (1713-1720) y rey de Cerdeña (1720-1732) | Víctor Amadeo II Rey de Sicilia (1713-1720) y rey de Cerdeña (1720-1732) | Víctor Amadeo II Rey de Sicilia (1713-1720) y rey de Cerdeña (1720-1732) | Víctor Amadeo II Rey de Sicilia (1713-1720) y rey de Cerdeña (1720-1732) |                                                |                                                |                                                           |                                                           |                                                           |                                                           |                                                           |                                                           |  |  | Luis Víctor, Príncipe de Carignano (1721-1741-1778)                            | Luis Víctor, Príncipe de Carignano (1721-1741-1778)          | Luis Víctor, Príncipe de Carignano (1721-1741-1778)          | Luis Víctor, Príncipe de Carignano (1721-1741-1778)          | Luis Víctor, Príncipe de Carignano (1721-1741-1778)          | Luis Víctor, Príncipe de Carignano (1721-1741-1778)          |                                  |                                  |                                                |                                                |                                                |                                                |                                                |                                                |  |  |  |  |  |  |  |  |  |  |  |  |  |  |  |  |  |  |  |  |  |  |  |  |  |  |  |  |  |  |  |  |  |  |  |  |  |  |
|  |  |  |  |                                                             |                                                             |                                                             |                                                             |                                                             |                                                             |                                                |                                                |                                                                       |                                                                       |                                                                       |                                                                       |                                                                       |                                                                       |                                                            |                                                            | Víctor Amadeo II Rey de Sicilia (1713-1720) y rey de Cerdeña (1720-1732) | Víctor Amadeo II Rey de Sicilia (1713-1720) y rey de Cerdeña (1720-1732) | Víctor Amadeo II Rey de Sicilia (1713-1720) y rey de Cerdeña (1720-1732) | Víctor Amadeo II Rey de Sicilia (1713-1720) y rey de Cerdeña (1720-1732) | Víctor Amadeo II Rey de Sicilia (1713-1720) y rey de Cerdeña (1720-1732) | Víctor Amadeo II Rey de Sicilia (1713-1720) y rey de Cerdeña (1720-1732) |                                                |                                                |                                                           |                                                           |                                                           |                                                           |                                                           |                                                           |  |  | Luis Víctor, Príncipe de Carignano (1721-1741-1778)                            | Luis Víctor, Príncipe de Carignano (1721-1741-1778)          | Luis Víctor, Príncipe de Carignano (1721-1741-1778)          | Luis Víctor, Príncipe de Carignano (1721-1741-1778)          | Luis Víctor, Príncipe de Carignano (1721-1741-1778)          | Luis Víctor, Príncipe de Carignano (1721-1741-1778)          |                                  |                                  |                                                |                                                |                                                |                                                |                                                |                                                |  |  |  |  |  |  |  |  |  |  |  |  |  |  |  |  |  |  |  |  |  |  |  |  |  |  |  |  |  |  |  |  |  |  |  |  |  |  |
|  |  |  |  |                                                             |                                                             |                                                             |                                                             |                                                             |                                                             |                                                |                                                |                                                                       |                                                                       |                                                                       |                                                                       |                                                                       |                                                                       |                                                            |                                                            | Carlos Manuel III rey de Cerdeña y duque (XVI) (1701-1730-1773)          | Carlos Manuel III rey de Cerdeña y duque (XVI) (1701-1730-1773)          | Carlos Manuel III rey de Cerdeña y duque (XVI) (1701-1730-1773)          | Carlos Manuel III rey de Cerdeña y duque (XVI) (1701-1730-1773)          | Carlos Manuel III rey de Cerdeña y duque (XVI) (1701-1730-1773)          | Carlos Manuel III rey de Cerdeña y duque (XVI) (1701-1730-1773)          |                                                |                                                |                                                           |                                                           |                                                           |                                                           |                                                           |                                                           |  |  | Víctor Amadeo II, Príncipe de Carignano (1743-1778-1780)                       | Víctor Amadeo II, Príncipe de Carignano (1743-1778-1780)     | Víctor Amadeo II, Príncipe de Carignano (1743-1778-1780)     | Víctor Amadeo II, Príncipe de Carignano (1743-1778-1780)     | Víctor Amadeo II, Príncipe de Carignano (1743-1778-1780)     | Víctor Amadeo II, Príncipe de Carignano (1743-1778-1780)     |                                  |                                  |                                                |                                                |                                                |                                                |                                                |                                                |  |  |  |  |  |  |  |  |  |  |  |  |  |  |  |  |  |  |  |  |  |  |  |  |  |  |  |  |  |  |  |  |  |  |  |  |  |  |
|  |  |  |  |                                                             |                                                             |                                                             |                                                             |                                                             |                                                             |                                                |                                                |                                                                       |                                                                       |                                                                       |                                                                       |                                                                       |                                                                       |                                                            |                                                            | Carlos Manuel III rey de Cerdeña y duque (XVI) (1701-1730-1773)          | Carlos Manuel III rey de Cerdeña y duque (XVI) (1701-1730-1773)          | Carlos Manuel III rey de Cerdeña y duque (XVI) (1701-1730-1773)          | Carlos Manuel III rey de Cerdeña y duque (XVI) (1701-1730-1773)          | Carlos Manuel III rey de Cerdeña y duque (XVI) (1701-1730-1773)          | Carlos Manuel III rey de Cerdeña y duque (XVI) (1701-1730-1773)          |                                                |                                                |                                                           |                                                           |                                                           |                                                           |                                                           |                                                           |  |  | Víctor Amadeo II, Príncipe de Carignano (1743-1778-1780)                       | Víctor Amadeo II, Príncipe de Carignano (1743-1778-1780)     | Víctor Amadeo II, Príncipe de Carignano (1743-1778-1780)     | Víctor Amadeo II, Príncipe de Carignano (1743-1778-1780)     | Víctor Amadeo II, Príncipe de Carignano (1743-1778-1780)     | Víctor Amadeo II, Príncipe de Carignano (1743-1778-1780)     |                                  |                                  |                                                |                                                |                                                |                                                |                                                |                                                |  |  |  |  |  |  |  |  |  |  |  |  |  |  |  |  |  |  |  |  |  |  |  |  |  |  |  |  |  |  |  |  |  |  |  |  |  |  |
|  |  |  |  |                                                             |                                                             |                                                             |                                                             |                                                             |                                                             |                                                |                                                |                                                                       |                                                                       |                                                                       |                                                                       |                                                                       |                                                                       |                                                            |                                                            | Víctor Amadeo III Rey de Cerdeña y duque (XVII) (1726-1773-1796)         | Víctor Amadeo III Rey de Cerdeña y duque (XVII) (1726-1773-1796)         | Víctor Amadeo III Rey de Cerdeña y duque (XVII) (1726-1773-1796)         | Víctor Amadeo III Rey de Cerdeña y duque (XVII) (1726-1773-1796)         | Víctor Amadeo III Rey de Cerdeña y duque (XVII) (1726-1773-1796)         | Víctor Amadeo III Rey de Cerdeña y duque (XVII) (1726-1773-1796)         |                                                |                                                |                                                           |                                                           |                                                           |                                                           |                                                           |                                                           |  |  | Carlos Manuel, Príncipe de Carignano (1770-1780-1800)                          | Carlos Manuel, Príncipe de Carignano (1770-1780-1800)        | Carlos Manuel, Príncipe de Carignano (1770-1780-1800)        | Carlos Manuel, Príncipe de Carignano (1770-1780-1800)        | Carlos Manuel, Príncipe de Carignano (1770-1780-1800)        | Carlos Manuel, Príncipe de Carignano (1770-1780-1800)        |                                  |                                  |                                                |                                                |                                                |                                                |                                                |                                                |  |  |  |  |  |  |  |  |  |  |  |  |  |  |  |  |  |  |  |  |  |  |  |  |  |  |  |  |  |  |  |  |  |  |  |  |  |  |
|  |  |  |  |                                                             |                                                             |                                                             |                                                             |                                                             |                                                             |                                                |                                                |                                                                       |                                                                       |                                                                       |                                                                       |                                                                       |                                                                       |                                                            |                                                            | Víctor Amadeo III Rey de Cerdeña y duque (XVII) (1726-1773-1796)         | Víctor Amadeo III Rey de Cerdeña y duque (XVII) (1726-1773-1796)         | Víctor Amadeo III Rey de Cerdeña y duque (XVII) (1726-1773-1796)         | Víctor Amadeo III Rey de Cerdeña y duque (XVII) (1726-1773-1796)         | Víctor Amadeo III Rey de Cerdeña y duque (XVII) (1726-1773-1796)         | Víctor Amadeo III Rey de Cerdeña y duque (XVII) (1726-1773-1796)         |                                                |                                                |                                                           |                                                           |                                                           |                                                           |                                                           |                                                           |  |  | Carlos Manuel, Príncipe de Carignano (1770-1780-1800)                          | Carlos Manuel, Príncipe de Carignano (1770-1780-1800)        | Carlos Manuel, Príncipe de Carignano (1770-1780-1800)        | Carlos Manuel, Príncipe de Carignano (1770-1780-1800)        | Carlos Manuel, Príncipe de Carignano (1770-1780-1800)        | Carlos Manuel, Príncipe de Carignano (1770-1780-1800)        |                                  |                                  |                                                |                                                |                                                |                                                |                                                |                                                |  |  |  |  |  |  |  |  |  |  |  |  |  |  |  |  |  |  |  |  |  |  |  |  |  |  |  |  |  |  |  |  |  |  |  |  |  |  |
|  |  |  |  |                                                             |                                                             |                                                             |                                                             |                                                             |                                                             |                                                |                                                |                                                                       |                                                                       |                                                                       |                                                                       |                                                                       |                                                                       |                                                            |                                                            |                                                                          |                                                                          |                                                                          |                                                                          |                                                                          |                                                                          |                                                |                                                |                                                           |                                                           |                                                           |                                                           |                                                           |                                                           |  |  |                                                                                |                                                              |                                                              |                                                              |                                                              |                                                              |                                  |                                  |                                                |                                                |                                                |                                                |                                                |                                                |  |  |  |  |  |  |  |  |  |  |  |  |  |  |  |  |  |  |  |  |  |  |  |  |  |  |  |  |  |  |  |  |  |  |  |  |  |  |
|  |  |  |  |                                                             |                                                             |                                                             |                                                             |                                                             |                                                             |                                                |                                                | Carlos Manuel IV Rey de Cerdeña y duque (XVIII) (1751-1796-1802-1819) | Carlos Manuel IV Rey de Cerdeña y duque (XVIII) (1751-1796-1802-1819) | Carlos Manuel IV Rey de Cerdeña y duque (XVIII) (1751-1796-1802-1819) | Carlos Manuel IV Rey de Cerdeña y duque (XVIII) (1751-1796-1802-1819) | Carlos Manuel IV Rey de Cerdeña y duque (XVIII) (1751-1796-1802-1819) | Carlos Manuel IV Rey de Cerdeña y duque (XVIII) (1751-1796-1802-1819) |                                                            |                                                            | Víctor Manuel I Rey de Cerdeña y duque (XIX) (1759-1802-1821-1824)       | Víctor Manuel I Rey de Cerdeña y duque (XIX) (1759-1802-1821-1824)       | Víctor Manuel I Rey de Cerdeña y duque (XIX) (1759-1802-1821-1824)       | Víctor Manuel I Rey de Cerdeña y duque (XIX) (1759-1802-1821-1824)       | Víctor Manuel I Rey de Cerdeña y duque (XIX) (1759-1802-1821-1824)       | Víctor Manuel I Rey de Cerdeña y duque (XIX) (1759-1802-1821-1824)       |                                                |                                                | Carlos Félix Rey de Cerdeña y duque (XX) (1765-1821-1831) | Carlos Félix Rey de Cerdeña y duque (XX) (1765-1821-1831) | Carlos Félix Rey de Cerdeña y duque (XX) (1765-1821-1831) | Carlos Félix Rey de Cerdeña y duque (XX) (1765-1821-1831) | Carlos Félix Rey de Cerdeña y duque (XX) (1765-1821-1831) | Carlos Félix Rey de Cerdeña y duque (XX) (1765-1821-1831) |  |  | Carlos Alberto Rey de Cerdeña y duque (XXI) (1798-1831-1849)                   | Carlos Alberto Rey de Cerdeña y duque (XXI) (1798-1831-1849) | Carlos Alberto Rey de Cerdeña y duque (XXI) (1798-1831-1849) | Carlos Alberto Rey de Cerdeña y duque (XXI) (1798-1831-1849) | Carlos Alberto Rey de Cerdeña y duque (XXI) (1798-1831-1849) | Carlos Alberto Rey de Cerdeña y duque (XXI) (1798-1831-1849) |                                  |                                  | Inicio rama real/ducal de los Saboya-Carignano | Inicio rama real/ducal de los Saboya-Carignano | Inicio rama real/ducal de los Saboya-Carignano | Inicio rama real/ducal de los Saboya-Carignano | Inicio rama real/ducal de los Saboya-Carignano | Inicio rama real/ducal de los Saboya-Carignano |  |  |  |  |  |  |  |  |  |  |  |  |  |  |  |  |  |  |  |  |  |  |  |  |  |  |  |  |  |  |  |  |  |  |  |  |  |  |
|  |  |  |  |                                                             |                                                             |                                                             |                                                             |                                                             |                                                             |                                                |                                                | Carlos Manuel IV Rey de Cerdeña y duque (XVIII) (1751-1796-1802-1819) | Carlos Manuel IV Rey de Cerdeña y duque (XVIII) (1751-1796-1802-1819) | Carlos Manuel IV Rey de Cerdeña y duque (XVIII) (1751-1796-1802-1819) | Carlos Manuel IV Rey de Cerdeña y duque (XVIII) (1751-1796-1802-1819) | Carlos Manuel IV Rey de Cerdeña y duque (XVIII) (1751-1796-1802-1819) | Carlos Manuel IV Rey de Cerdeña y duque (XVIII) (1751-1796-1802-1819) |                                                            |                                                            | Víctor Manuel I Rey de Cerdeña y duque (XIX) (1759-1802-1821-1824)       | Víctor Manuel I Rey de Cerdeña y duque (XIX) (1759-1802-1821-1824)       | Víctor Manuel I Rey de Cerdeña y duque (XIX) (1759-1802-1821-1824)       | Víctor Manuel I Rey de Cerdeña y duque (XIX) (1759-1802-1821-1824)       | Víctor Manuel I Rey de Cerdeña y duque (XIX) (1759-1802-1821-1824)       | Víctor Manuel I Rey de Cerdeña y duque (XIX) (1759-1802-1821-1824)       |                                                |                                                | Carlos Félix Rey de Cerdeña y duque (XX) (1765-1821-1831) | Carlos Félix Rey de Cerdeña y duque (XX) (1765-1821-1831) | Carlos Félix Rey de Cerdeña y duque (XX) (1765-1821-1831) | Carlos Félix Rey de Cerdeña y duque (XX) (1765-1821-1831) | Carlos Félix Rey de Cerdeña y duque (XX) (1765-1821-1831) | Carlos Félix Rey de Cerdeña y duque (XX) (1765-1821-1831) |  |  | Carlos Alberto Rey de Cerdeña y duque (XXI) (1798-1831-1849)                   | Carlos Alberto Rey de Cerdeña y duque (XXI) (1798-1831-1849) | Carlos Alberto Rey de Cerdeña y duque (XXI) (1798-1831-1849) | Carlos Alberto Rey de Cerdeña y duque (XXI) (1798-1831-1849) | Carlos Alberto Rey de Cerdeña y duque (XXI) (1798-1831-1849) | Carlos Alberto Rey de Cerdeña y duque (XXI) (1798-1831-1849) |                                  |                                  | Inicio rama real/ducal de los Saboya-Carignano | Inicio rama real/ducal de los Saboya-Carignano | Inicio rama real/ducal de los Saboya-Carignano | Inicio rama real/ducal de los Saboya-Carignano | Inicio rama real/ducal de los Saboya-Carignano | Inicio rama real/ducal de los Saboya-Carignano |  |  |  |  |  |  |  |  |  |  |  |  |  |  |  |  |  |  |  |  |  |  |  |  |  |  |  |  |  |  |  |  |  |  |  |  |  |  |
|  |  |  |  |                                                             |                                                             |                                                             |                                                             |                                                             |                                                             |                                                |                                                |                                                                       |                                                                       |                                                                       |                                                                       |                                                                       |                                                                       |                                                            |                                                            |                                                                          |                                                                          |                                                                          |                                                                          |                                                                          |                                                                          |                                                |                                                |                                                           |                                                           |                                                           |                                                           |                                                           |                                                           |  |  | Víctor Manuel II Rey de Cerdeña, rey de Italia y duque (XXII) (1820-1849-1878) |                                                              |                                                              |                                                              |                                                              |                                                              |                                  |                                  |                                                |                                                |                                                |                                                |                                                |                                                |  |  |  |  |  |  |  |  |  |  |  |  |  |  |  |  |  |  |  |  |  |  |  |  |  |  |  |  |  |  |  |  |  |  |  |  |  |  |
|  |  |  |  |                                                             |                                                             |                                                             |                                                             |                                                             |                                                             |                                                |                                                |                                                                       |                                                                       |                                                                       |                                                                       |                                                                       |                                                                       |                                                            |                                                            |                                                                          |                                                                          |                                                                          |                                                                          |                                                                          |                                                                          |                                                |                                                |                                                           |                                                           |                                                           |                                                           |                                                           |                                                           |  |  |                                                                                |                                                              |                                                              |                                                              |                                                              |                                                              |                                  |                                  |                                                |                                                |                                                |                                                |                                                |                                                |  |  |  |  |  |  |  |  |  |  |  |  |  |  |  |  |  |  |  |  |  |  |  |  |  |  |  |  |  |  |  |  |  |  |  |  |  |  |
|  |  |  |  |                                                             |                                                             |                                                             |                                                             |                                                             |                                                             |                                                |                                                |                                                                       |                                                                       |                                                                       |                                                                       |                                                                       |                                                                       |                                                            |                                                            |                                                                          |                                                                          |                                                                          |                                                                          |                                                                          |                                                                          |                                                |                                                |                                                           |                                                           |                                                           |                                                           |                                                           |                                                           |  |  | Humberto I de Italia Rey de Italia y duque (XXIII) (1844-1878-1900)            |                                                              |                                                              |                                                              |                                                              |                                                              |                                  |                                  |                                                |                                                |                                                |                                                |                                                |                                                |  |  |  |  |  |  |  |  |  |  |  |  |  |  |  |  |  |  |  |  |  |  |  |  |  |  |  |  |  |  |  |  |  |  |  |  |  |  |
|  |  |  |  |                                                             |                                                             |                                                             |                                                             |                                                             |                                                             |                                                |                                                |                                                                       |                                                                       |                                                                       |                                                                       |                                                                       |                                                                       |                                                            |                                                            |                                                                          |                                                                          |                                                                          |                                                                          |                                                                          |                                                                          |                                                |                                                |                                                           |                                                           |                                                           |                                                           |                                                           |                                                           |  |  |                                                                                |                                                              |                                                              |                                                              |                                                              |                                                              |                                  |                                  |                                                |                                                |                                                |                                                |                                                |                                                |  |  |  |  |  |  |  |  |  |  |  |  |  |  |  |  |  |  |  |  |  |  |  |  |  |  |  |  |  |  |  |  |  |  |  |  |  |  |
|  |  |  |  |                                                             |                                                             |                                                             |                                                             |                                                             |                                                             |                                                |                                                |                                                                       |                                                                       |                                                                       |                                                                       |                                                                       |                                                                       |                                                            |                                                            |                                                                          |                                                                          |                                                                          |                                                                          |                                                                          |                                                                          |                                                |                                                |                                                           |                                                           |                                                           |                                                           |                                                           |                                                           |  |  | Víctor Manuel III Rey de Italia y duque (XXIV) (1869-1900-1946-1947)           |                                                              |                                                              |                                                              |                                                              |                                                              |                                  |                                  |                                                |                                                |                                                |                                                |                                                |                                                |  |  |  |  |  |  |  |  |  |  |  |  |  |  |  |  |  |  |  |  |  |  |  |  |  |  |  |  |  |  |  |  |  |  |  |  |  |  |
|  |  |  |  |                                                             |                                                             |                                                             |                                                             |                                                             |                                                             |                                                |                                                |                                                                       |                                                                       |                                                                       |                                                                       |                                                                       |                                                                       |                                                            |                                                            |                                                                          |                                                                          |                                                                          |                                                                          |                                                                          |                                                                          |                                                |                                                |                                                           |                                                           |                                                           |                                                           |                                                           |                                                           |  |  |                                                                                |                                                              |                                                              |                                                              |                                                              |                                                              |                                  |                                  |                                                |                                                |                                                |                                                |                                                |                                                |  |  |  |  |  |  |  |  |  |  |  |  |  |  |  |  |  |  |  |  |  |  |  |  |  |  |  |  |  |  |  |  |  |  |  |  |  |  |
|  |  |  |  |                                                             |                                                             |                                                             |                                                             |                                                             |                                                             |                                                |                                                |                                                                       |                                                                       |                                                                       |                                                                       |                                                                       |                                                                       |                                                            |                                                            |                                                                          |                                                                          |                                                                          |                                                                          |                                                                          |                                                                          |                                                |                                                |                                                           |                                                           |                                                           |                                                           |                                                           |                                                           |  |  | Humberto II de Italia Rey de Italia y duque (XXV) (1904-1946-1983)             |                                                              |                                                              |                                                              |                                                              |                                                              |                                  |                                  |                                                |                                                |                                                |                                                |                                                |                                                |  |  |  |  |  |  |  |  |  |  |  |  |  |  |  |  |  |  |  |  |  |  |  |  |  |  |  |  |  |  |  |  |  |  |  |  |  |  |